# 樂高旋風忍者 (動畫)
《樂高旋風忍者》，舊名《樂高旋風忍者：旋風術大師》（英語：Ninjago: Masters of Spinjitzu），是一部美國和丹麥共同製作的動作喜劇動畫劇集，於2011開始在卡通頻道播出。該劇是基於樂高同名系列玩具作改編。本节目在中國大陸由央视少儿频道于2017年2月播出，香港由亞洲電視本港台於2012年播出第1、2季，第3季起由無線電視翡翠台於2015年起播出。截至2020年，這是卡通頻道上播出時間最長的影集。
《樂高旋風忍者》從2011年1月的兩集試播集開始，之後於2012年1月至2012年11月期間播出了兩季13集。樂高公司原本打算將其作為一個為期三年的系列，但因該系列及其產品線的持續成功而延續至2022年。續作為2023年在Netflix開播的《樂高旋風忍者：猛龍崛起》。

## 劇情

### 前導季 Pilot Season (2 集)
旋風忍者的故事中，講述著一個名為 "Ninjago" 的土地上，在過去，曾有一位大師，他是最初的「旋風術」大師，用四把黃金神器來創造世界。這位大師膝下有兩個兒子，兩個兒子一起學習旋風忍術。然而，大哥變得邪惡，想要藉由四把神器來統治世界，並與弟弟大戰起來。最後，弟弟打贏了這場戰鬥，並把兄長打入一個叫做「地下世界」(Underworld) 的國度。為了防止大哥回到 Ninjago 並搶走神器，這個弟弟把四把武器藏在各地，並各自安排一個「守衛」看守這些寶物。
在前導季的一開始，就講述在一個祥和的鄉下，一日，一對經營打鐵舖的兄妹：赤地 (Kai) 與 赤蘭 (Nya)，遇到一名神秘的鬍鬚老人「胡大師」(Sensei Wu)，只留下摸不著頭緒的對話就分道揚鑣。接著，風雲變色，一群駕駛重機、裝甲車的骷髏兵忽然入侵村莊，找到打鐵舖裡一張被藏起來的古地圖，並把赤蘭給綁架走。吴大師再度現身，表示那是黑暗君王「伽瑪當」(Lord Garmadon) 的手下，他們搶走的是四把神器的地圖，那是數年前，胡大師交到赤地父母手上，由他們代為保管的地圖。伽瑪當準備把四樣武器蒐集到手。如果要把赤蘭救回來，赤地一定要離開打鐵舖，跟著胡大師回到山上的修道院，學習「旋風忍術」，成為一名「忍者」。
本來對於成為忍者，或學習超強武術絲毫不感興趣，但為了救出相依為命的妹妹，赤地努力接受武術訓練。本以為這間道場只有他一個學徒，卻在一日夜裡，遇到三名蒙面忍者。經過打鬥後才發現，這三位也是胡大師在旅途中相中其潛力，帶回來接受訓練的學生，分別為個性相當木訥、帶點孤僻的白衣忍者「冰忍」(Zane)；喋喋不休，很快就戀上赤蘭的急躁藍衣忍者「阿光」(Jay)；以及擁有大力與穩定性的沉穩黑衣忍者「阿剛」(Cole)。
隨著劇情發展才得知，原來黑暗君王「伽瑪當」就是傳說中第一代旋風忍術大師的長子，而吳大師則是次子。伽瑪當隱居在地下世界多年後，集結骷髏兵，尋找四樣黃金神器，準備統治這個世界。現在，四位忍者一定要搶先奪回吴大師藏起來的四件黃色武器，學習旋風忍術，擊退伽瑪當。
尋找神器的過程中，四位忍者逐漸熟悉彼此的個性，尤其只想要救出妹妹，不想跟另外三位忍者慢慢想計畫的赤地，漸漸學會與其他忍者合作，最後終於找到一把又一把被「龍」所保護的神器，並在與骷髏兵的戰鬥過程中，學會了「旋風忍術」。
當分別找到了3把黃金武器後，一行人準備進入藏著最後一把黃金武器的位置：「火焰神廟」(Fire Temple)，卻不知伽瑪當早就設下圈套。急著救出赤蘭的赤地，在忍者與師父睡著時，隻身前往火焰神廟，拔出了火焰劍，但遭到埋伏。正當赤地快撐不住時，還好胡大師現身解圍，只是當赤地、胡大師一起對付敵人時，外頭的三名忍者也遭到骷髏兵襲擊，全部的神器通通被帶到地下世界。知道已經沒有希望的胡大師，就自己帶著最後一把「火焰劍」，順著岩漿到地下世界，要跟伽瑪當一對一大戰。
胡大師來到了地下世界，再次與伽瑪當見面。但伽瑪當並沒有親自出馬，是派出擁有四條手臂的骷髏將軍薩幕卡，拿著已經搶到的三把神器跟胡大師打。在此同時，在外頭的忍者們也找到方法，馴服了原先守護神器的神龍，並駕馭前來地下世界，救援胡大師。
當忍者們趕到時，薩幕卡已打敗了胡大師，拿到最後一把黃金武器。但四把黃金武器力量過於強大，沒有人可以一口氣駕馭四把黃金武器，即使是伽瑪當也不行，骷髏成了他的棋子！黃金武器開啟了一個通道，通往哪裡沒人知道，只見伽瑪當笑笑地走進去，一切都在他的計畫中，未來他會再與忍者們見面的。

### 微電影Mini-movie(6 集，每集長度2分鐘)
當伽瑪當掉入地下世界深淵後，本來即將遭遇骷髏大軍襲擊，但當眾狠狠打倒薩幕卡，成為骷髏大軍的新領導者。

### 第一季「蛇族崛起」「Rise of the Snakes」(13 集)

#### 主線劇情

##### 主要劇情發展
伽瑪當君王離開之後，生活暫時恢復平靜。忍者們繼續在山上的修道院修行時，不小心看到胡大師的預言卷軸，得知：未來會再出現能同時駕馭四把黃金武器的「綠忍者」，而且將與伽瑪當君王進行命運決鬥，讓四人興奮不已，每人都好奇這個超強的綠忍者會是他們之中的誰？這時，赤蘭忽然告知，在村落中，伽瑪當出現了！戰鬥才剛結束，伽瑪當竟然又回來！
結果才發現在搗蛋的竟然是伽瑪當君王在壞小孩學校就讀的兒子「勞埃德·伽瑪當」(Lloyd Garmadon)，小伽瑪當不像父親一樣是魔鬼外型，沒有任何法力，更不會武術，僅只是穿著骷髏圖樣的黑色服裝，在村莊狐假虎威，當然馬上就被忍者們修理一頓。
對於被當小屁孩看待，勞埃德．伽瑪當覺得很生氣，當他在荒野漫步時，不小心掉入一座蛇族古墓，在裡面遇到藍色的眼鏡蛇「藍妖蛇族」（Hypnobrai）。蛇族大將軍本來想施以催眠術，降伏勞埃德，結果誤打誤撞，催眠了自己，變成自己降伏於勞埃德。意外獲得蛇族大軍的勞埃德，決定率領牠們來打倒忍者們。
雖然擁有蛇族大軍，勞埃德的個性還是相當幼稚，蛇族全被指揮來做些幼稚事 。屬於副將軍的卡勒斯（Skales）受不了大將軍對這屁孩唯命是從，因此透過傳統的蛇族決鬥，取得指揮權，成為新的藍妖蛇族首領，並且造反，讓勞埃德落跑。
對於眼鏡蛇大軍叛變一事，勞埃德覺得很難受，因此遵循蛇族部落地圖，再解放另一支紅蛇族「赤蠍蛇族」（Fangpyre），發現赤蠍蛇族跟藍妖蛇族有不共戴天之仇，再指揮牠們去跟藍妖蛇族交戰。兩族相遇時才發現，紅蛇族首領竟然跟藍蛇族新首領 Skales 是好朋友，意外促成紅蛇與藍蛇組成聯軍，勞埃德只得繼續遵循古地圖，想再找到可以指揮的蛇族大軍，接著找到了以長脖子為主的「紫邪蛇族」（Anacondrai）的古墓位置。但打開古墓大門才發現，整個古墓只剩下一副副骨骸，僅剩該族首領「彼拉」(Pythor)存活。看到隻身前來的小屁孩勞埃德，彼拉釋出善意，一起玩樂、搗蛋。但最後彼拉從勞埃德手上騙走古地圖後就把勞埃德拋棄，而勞埃德就跟著忍者回去，由叔父：吴大師照顧。

##### 忍者們的新家：使命號
忍者這邊也有著相當大的變化。當勞埃德一開始率領藍妖蛇族時，曾把胡大師在山上的道場給燒了，忍者們只得帶著四條龍另尋落腳處，最後在沙漠中發現一艘破損的古船：「使命號」，而四條龍因為到了要蛻皮的時候，忍者們就讓龍離去。在整頓之下，發現使命號竟然搭配高科技設備，可以在空中飛行，也有電子地圖，跟掃描系統，成為忍者的戰鬥基地。只是在第一季最後，整艘船又被巨蛇魔王咬斷，讓忍者再度失去住所。

##### 用神器召喚全新的載具
在沒有龍的情況下，忍者們沒有可以快速移動的方式，這時吴大師說，他們在前導季中找到的四把神器，可以召喚出專屬他們的載具。阿光的雙截棍能變出一台噴射機；阿剛的鐮刀可以變出黑色的戰車；冰忍可以變出雪地摩托車；而赤地則可變出重型機車。

##### 神秘機甲「武士X」登場
除了四名忍者之外，主角方在稍後也加入了一名新戰力。戰鬥的過程中，忍者們遇到一名神秘的「武士X」(Samurai X)。這名武士X會駕駛著一具巨大機甲，給予支援，有時甚至能在忍者抵達蛇族搗亂的現場前，就先把那些蛇給收拾掉。這名武士究竟是誰？為什麼當忍者接獲有蛇族搗亂的消息前，武士卻能捷足先登？
其實武士的身分不久之後就揭曉，正是在船艦上給予情報後援的「尼雅」。當忍者在接受訓練的過程中，尼雅也不斷想向大家展現她也能上場戰鬥，但一直被保護在後頭。因此她偷偷弄來這具機甲，戴上武士頭盔，一起上場作戰。一開始忍者們對武士有著敵意，尼雅身分揭曉後，武士就成了戰力之一。

##### 勞埃德就是預言中的綠忍者！
當然，在與蛇族對抗的同時，四位忍者不斷幻想自己就是預言中的「綠忍者」，甚至做了許多蠢事。吴大師也很想找出綠忍者的身分，發現四把黃金神器可以同時對小屁孩勞埃德產生反應，這才發覺勞埃德就是預言中的綠忍者。這也代表勞埃德未來將與父親進行宿命中的對決。

##### 蛇族也能製造自己的載具！
蛇族也不是省油的燈，他們也能夠通過毒液，把人變成蛇族一員，甚至把機械變成半生命的蛇載具。當他們來到杰爸媽的回收場時，更是把大量廢鐵變成載具，有摩托車，有四輪戰車，甚至還有鐵球。更猛的是，這些不只是載具而已，他們甚至有自己意識，已是半生命體。

##### 巨蛇魔王再次降臨
當蛇族被釋放到地面上，重現光明之後，對於人類把他們關在陰暗的古墓，蛇族認為該是報仇的時候了，因此彼拉就遵循蛇族的古地圖，又釋放另外兩個「青毒蛇族」與「黃顎蛇族」，並把五族集合起來，找到被遺忘的古代蛇族城市。蒐集四把「毒牙刀」（Fangblades），以及匯集五族蛇王的手杖，最終完成召喚儀式，釋放出巨蛇魔王。但彼拉沒預料到的是，在魔王眼中全都是獵物，因此完成召喚後，魔王就直接把眼前的彼拉與吴大師吞進肚子，而且每吃一樣東西就會增長體積，最後大到忍者無法傷害的地步，邁向 Ninjago 世界的首都：Ninjago City 前進。

##### 伽瑪當君王再次回到 Ninjago 世界！
在前導季中，揭曉了吴大師是伽瑪當君王的弟弟，當時有提到兄弟倆同是第一代旋風術大師的兒子，但伽瑪當卻變得邪惡。現在揭曉，原來當初是兄弟兩小時在比武，吴大師的武器不小心被打到門外，伽瑪當翻牆出去撿，卻在草叢中被還是小蛇的蛇魔王咬了一口，蛇魔王的毒液在伽瑪當體內注射了邪惡，讓伽瑪當個性大轉變，最終變成邪惡的君王。
吴大師意識到蛇族將越來越強大，這場戰鬥只會越來越吃力，他必須尋求額外支援，因此暫別忍者們，隻身尋求支援。他來到了黑暗次元，他尋求協助的對象，竟然是在前導季中離開的「伽瑪當君王」！
看到吴大師過來，伽瑪當覺得可笑，但一聽到勞埃德也將陷入困難，就讓伽瑪當立即心軟。雖然伽瑪當是個邪惡君王，甚至為了取得武器，在黑暗次元中又多長出了一對手臂，但愛子心切的他，同意一起加入忍者行列，對抗蛇族。更不用說當初就是巨蛇魔王咬了他一口，害他變得如此邪惡，他也要來報仇。

#### 支線劇情

##### 赞
上一季中，忍者們就意識到赞個性非常木訥，像根大木頭，對大家的笑話一點反應都沒有，某些層面來說他真的不太像「正常人」。曾有幾次，赞跟一隻神秘的隼鳥有某種感應，某一集他決定追尋這隻神秘的隼鳥，來到遙遠的雪地，打開了一間荒廢已久的地下室，看到了裡面放置的設計圖，才驚覺自己其實是「機器人」。當他打開身上的「記憶開關」，才想起父親在死前，關閉了其記憶，也讓他忘了自己是機器人的事情。至於為什麼對笑話沒什麼反應？原來是他的「幽默開關」也被關了。

##### 杰的父母，寇的父親
第一季中也介紹了杰的父母，寇的父親。杰出身於一個廢鐵廠，父親跟母親的嗜好是用廢鐵廠的零件發明東西，及四處旅行，講話跟杰一樣喋喋不休，但杰真的很怕他父母講太多話。
黑忍者寇的爸爸，則是一名崇尚音樂、舞蹈、藝術的舞者，一直期盼自己的兒子也能像他一樣，走上優秀舞者的路，但不知兒子其實是去學習當忍者。
與寇父親見面那一集的故事，是講說他們發現其中一把毒牙刀已被人類挖掘出來，做成獎盃，設為城中才藝競賽的獎品，本來他們決定要用偷的方式取走，還是決定用參賽的方式把獎盃贏下來，讓寇父親感到驕傲。當他們在比賽當下，遇到蛇族也過來參賽時，一度決定改回去用偷的，但寇父親氣到轉身就走，才不管他們是否為正義而偷，總之一旦偷了東西就不是他兒子了。

##### 勞埃德與伽瑪當君王
雖然伽瑪當君王內心仍是邪惡，仍希望剷除忍者，拿走神器，統治世界，但他依然愛著自己的兒子。某一集是當忍者全數前去與蛇族對戰，只留下勞埃德和伽瑪當在使命號上，當忍者們遭遇困難，尋求支援時，勞埃德發現伽瑪當竟然是趁機偷竊忍者的資料，讓勞埃德很生氣，直接對老爸大吼，叫他滾開，再也不想見到他。

##### 團結合作
四個忍者團結合作。團結會成為強大的力量，相同的，當敵人團結起來時，也會成為強悍的對手。原先五蛇族彼此獨立，甚至有些敵對，但隨著彼拉用「巨蛇魔王」的神話來蠱惑大家，讓蛇族團結起來，成為強大的敵人。
為了對抗團結起來的蛇族，忍者們也被迫與伽瑪當君王合作。事實上，這一季的最後，忍者們造出超狂載具，帶出了四頭神龍，還是得靠著伽瑪當的助力，同時拿著四項神器，才終於打死暴走的巨蛇魔王。

### 第二季「最後一戰」「Legacy of the Green Ninja」(13 集)

#### 主線劇情
上一季的最後大頭目：大吞噬者 (The Great Devourer) 被打敗了之後，Ninjago City 暫時恢復和平，但忍者們卻仍有事情要擔心。當時為了打敗大吞噬者，忍者們把四把黃金神器，交給有四條手臂的 伽瑪當君王 (Lord Garmadon)，但在大吞噬者死亡後，伽瑪當帶走四把神器，消失得無影無蹤，讓忍者們相當緊張。
忍者們的基地：使命號，在第一季最後被大吞噬者咬碎，使得他們無家可歸，在身無分文的情況下，重新在 Ninjago City 裡尋找住所跟道場，最後終於找到一間破爛的公寓，也在市內找到一名自稱身手不凡 的道場師傅: (德瑞) 一起共用他的道場。忍者們必須全力訓練還是小孩的勞埃德 (Lloyd Garmadon)，要讓他成為預言中的「綠忍者」，實現與父親的「最終之戰」。
當忍者們在進行相關準備時，伽瑪當君王帶著四把黃金神器，集結剩下的蛇族士兵，成為他的勢力，並利用神器的力量，將破損的「使命號」重建起來，變成他的新船「暗黑使命號」 (Black Bounty)，並前往當初鍛造出四把神器的金山峰 (Golden Peaks)，將四把神器融合成一把「巨大兵器」。
儘管打造出「巨大兵器」，起初伽瑪當還不知道怎麼使用其神力，被蛇族部下質疑，最後發現「巨大兵器」不能製造毀滅力量，卻能帶來「創造力量」。伽瑪當可以用「巨大兵器」創造出任何他心中所想之物，因此用這把兵器繼續找忍者們麻煩。例如不小心把使命號數百年前的主人：以索多船長 (Captain Soto)為首的一幫海盜給死而復生，或是製造四隻忍者的複製體，或是不小心復活博物館中遠古時期的肉食猛獸，或是不小心把四隻忍者變成小孩......等。
在第五集 "Child's Play" 中，伽瑪當君王意外逆轉了時間，復活了陳列在博物館的遠古猛獸 "Grundle"，同時也不小心把四名忍者變成跟勞埃德一樣年紀的小孩。為了對付跑到街上的 Grundle，吴大師找到具有再逆轉時間的魔茶，潑灑在四名忍者身上，雖然讓忍者們再變回到原本的年紀，卻讓勞埃德一起長大了。長大了以後的勞埃德，學習的速度變得更快、力量也越來越強，距離與伽瑪當一戰的「最終之戰」不遠矣。
除了是敵對關係外，伽瑪當處處阻止忍者們繼續訓練勞埃德，是希望避免勞埃德真的成為綠忍者，他很害怕必須與兒子決一死戰的那一天到來。巨大兵器是有強大的力量，但伽瑪當還是想不出該如何阻止勞埃德的訓練，終於想出新計畫，利用「黃金權杖」製造出時間蟲洞，回到前導季的時間點上，只要阻止當時的赤地跟隨 吳大師當紅忍者，就不會有未來的忍者們，勞埃德也就不會被訓練成忍者了。
伽瑪當君王回到過去，忍者們也跟著回到過去，要阻止伽瑪當君王打亂歷史。他們就想到：只要破壞掉伽瑪當君王手上的「巨大兵器」，就可以阻止伽瑪當的計謀，而要破壞巨大兵器，就得拿起那個時間點的四把黃金神器，與之對抗，畢竟巨大兵器就是從四把神器融合起來，其力量是相同的。
最後四位忍者也拿到了四把神器，並與巨大兵器一打：誰料想得到，兵器之間的力量，卻導致巨大兵器直接往宇宙飛去。
因為巨大兵器被破壞掉，忍者們與伽瑪當君王回到現在。伽瑪當君王想到，先前復活 使命號的 原船主，也就是那幫海盜船員時，曾經在船上的航海日誌讀到關於「黑暗之島」(The Dark Island) 的描述，上面一定有他用來對付忍者的黑暗力量，因此指揮蛇族，駕駛直升機到海上尋找。但在海上徘徊許久，始終沒看到島的蹤跡，加上先前對付忍者的計畫全數失敗，「黃金權杖」也早已消失不見，蛇族決定叛變手無寸鐵的伽瑪當，把他踢進海裡，改由藍妖蛇族首領 繼續指揮蛇族大軍。
在此同時，忍者們接收到來自市內博物館的通知，需要忍者們出手相救，原來博物館從地底下挖掘出來自古代的「石頭兵」雕像復活了，正在大鬧博物館。在上一季的最後，伽瑪當君王雖然打爆  大吞噬者，但蛇王體內的毒液滲透整座城市的土壤與下水道，有些毒液從博物館的地下滲出，沾到這些石頭兵，就給予了生命，讓他們復活。小小的石頭兵四處大鬧，還是被忍者們全數砸爛。
當忍者們在好奇這些石頭兵的來歷，忽然一名有點年紀的眼鏡女子走了進來，似乎與胡大師是老交情。吴大師才介紹，她是一名考古學家，石頭兵的挖掘者，而且更重要的是，她就是勞埃德的媽媽：美沙子 (Misako)。
美沙子這回出來，講出了初代旋風術大師，也就是吴大師跟伽瑪當君王的爸爸，過去的故事。以前 Ninjago 這個世界，除了有代表光明的初代旋風術大師外，還有一個代表黑暗的魔王：「黑暗之主」(Overlord)。黑暗之主與初代旋風術大師交戰無數次，最後是旋風術大師用四把黃金神器，把整塊大地分裂成兩半，變成兩座獨立的島嶼，黑暗之主被留在另一座島，取名為「黑暗之島」，隨著日子過去，黑暗之主與黑暗之島消失在海洋中，消失在地圖上，也消失在世人的記憶中。今日挖掘出來的石頭兵，就是當時黑暗之主當初創造的士兵，用來與初代旋風術大師對戰。隨著時間久遠，這些士兵也成為普通的石像，沉睡在地底下。
被蛇族踢進海裡的伽瑪當君王，漂流到一座他所沒見過的島嶼上，遇見了已變成類似氣體 / 靈體形式的黑暗之主，才發現自己終於來到他在尋找的「黑暗之島」。黑暗之主提議，兩人聯手將能重新讓黑暗壟罩大地，現在他們要做的，就是啟動預言中「最後之戰」的倒數鐘，等倒數完畢後，就能擊敗忍者們，並重新統治世界。原來黑暗之島已沉入海中，只留下一點點還在海面上，看到有了一個強大的盟友，黑暗之主便利用其力量，將整座島重新拉出海面，準備向 Ninjago City 突擊。
蛇族在背叛伽瑪當君王後，回到 Ninjago City 的地下，打算再進攻城市，但挖隧道到一半，忽然挖出一整間的墓穴，裡面全是石頭兵雕像，就像兵馬俑一樣。這時，墓穴的上方滲出巨蛇魔王殘存的毒液，滴到每一隻石頭兵身上，這些石頭兵就全部活過來，把蛇族關在墓穴中，並一隻隻爬出地面，大鬧街道。
在此同時，伽瑪當君王也找到了倒數鐘，並將黑暗頭盔戴到頭上，從此得到率領石頭兵的能力。當倒數鐘時間到時，預言中的「最終之戰」就會來到，而到時就是黑暗之主統治世界的時候。
在 Ninjago City 這邊，忽然竄出大量石頭兵在街道上製造混亂，這些石頭兵又因為是用堅硬材質製造，而牢不可破，加上黃金神器被奪走後，忍者們無法使出元素之力，無法抵擋石頭兵，只得趕緊帶著鎮民逃離城市。逃出城市後，他們看到遠方海面上忽然跑出原本不存在的島嶼，上頭還有黑暗壟罩，令他們非常不安。已研究舊文獻很久的美沙子，找出更多預言，在黑暗島嶼上有一座「光之神廟」(Temple of Light)，只要進入神廟，忍者們不但能取得元素之力，綠忍者也將獲得初代旋風術大師的武術，成為新一代的「終極旋風術大師」，只有這樣才有可能進行預言中的最終之戰，實現與父親的對決，並打倒重新崛起的黑暗之主。忍者們全數前往黑暗之島。
來到黑暗之島，忍者也遵循古老地圖，找到了位於山峰上的「光之神廟」，四色忍者在裡頭重新取得自己的元素之力，找到了全新的元素刀，並將元素刀的力量灌輸到勞埃德身上，讓勞埃德終於成為傳說中能駕馭全部元素之力的「綠忍者」。現在，忍者們準備好了，現在要做的事情，就是阻止倒數鐘，防止最後之戰的到來。
忍者們來到黑暗之島，發現在伽瑪當指揮下，石頭兵正在努力開採島上一種叫「暗物質」的礦物，正在打造某種兵器。當被發現之後，雙方進行交鋒，並發現伽瑪當與黑暗之主打造的兵器也終於完成：將投擲暗物質飛彈的巨型坦克「Garmatron」。在這過程中，尼雅就被感染，轉變成黑暗版人格，與忍者們為敵。
Garmatron 是能投擲由暗物質製成的飛彈的坦克，飛彈一旦爆開，會釋放黑暗力量，讓四周的人全部變的邪惡、憤怒、失控，在投擲幾顆飛彈到 Ninjago City 市中央後，黑暗之主也附身到伽瑪當身上，取得伽瑪當的身體，將忍者們打倒，就連取得駕馭元素之力的綠忍者勞埃德也被打敗。接著，黑暗之主駕駛坦克，率領石頭兵大軍，往 Ninjago City 前進。
雖然在光之神廟取得了元素之力，但五位忍者無法對付重新取得肉身，也集結大軍跟巨大兵器的黑暗之主，他們失敗了，只得看著整座城市陷入混亂。
坐在黑暗之島的海灘，看著離去的黑暗之主大軍，忍者們陷入低潮，明明取得了元素之力，卻完全不敵對手，當大家以為失去一切希望時，赞的機械老鷹卻把他們指引回去光之神廟，在裡面他們尚未發掘的秘密。在神廟內探索一下後，忍者們啟動了先前沒有注意到的開關，一具塵封在廟宇底部的金色機甲升了出來：這是過去第一代旋風術大師用來大戰黑暗之主的兵器，也將是忍者們最後的希望。勞埃德駕駛起黃金機甲，其他忍者駕馭著前來的四頭神龍，全數回到 Ninjago City，真正的最後一戰才正要開始。
回到 Ninjago City，發現整座城市已經被黑暗壟罩，彷彿黑夜一般，幾乎所有市民都被黑暗感染，轉變成邪惡、憤怒的暴民。黑暗之主已經占據城市中的高塔，這將是他們進行最後一戰的戰場。在登上高樓的過程中，忍者們一個個被黑暗彈丸擊中，失去意識，轉變成邪惡的一方，最後只剩下勞埃德一人來到頂樓，最後的希望全都落在勞埃德身上。儘管趕到的時候，黑暗之主又再進化成黑暗之龍型態，勞埃德隻身面對黑暗之主，現在才「最終之戰」的開始，原來所謂最終之戰，不是真的面對伽瑪當君王，而是奪走伽瑪當君王身體的黑暗之主。對戰的時候，勞埃德體內的潛能被激發出來，忽然耀眼的金色光芒包覆著他，勞埃德轉變成「金忍者」，成為真正的「終極旋風術大師」，召喚出一隻金龍與黑暗之主對決。面對變成金忍者的勞埃德，以及召喚出來的金龍，黑暗之主覺得可笑，只要有光的地方就一定會有影子的存在，勞埃德是永遠無法消滅黑暗的，並將一股黑暗罩住勞埃德與金龍，並在暗影中將金龍一口吞下。勞埃德只說「那我的光將強到讓影子無所遁形」，就在黑暗之主嘴裡釋放出光的力量，徹底打倒了黑暗之主，並讓 Ninjago City 重新被陽光照射，讓所有黑暗與邪惡消逝而去。

#### 支線劇情

##### 「棕忍者」：达雷斯
第一季最後，雖然擊敗了巨蛇魔王，拯救了整個 Ninjago，但因為當時打敗巨蛇魔王的是持有四把神器的伽瑪當君王，所以其他忍者並沒有被當成英雄對待。也因為命运赏赐号在第一季最後被巨蛇魔王咬爛，使得忍者們再度無家可歸，連訓練場地都沒有，只好在城中四處打工，好不容易才找到一間品質很差的小公寓，七個人擠一擠，住在一起。在城中，忍者們找到了一間名為「Grand Sensei Dareth Mojo Dojo」的道場，希望能跟道場主人：自稱武術大師，擅長各種動物拳法的达雷斯 (Dareth) 共用道場。
达雷斯就是一個身上掛著金項鍊，講話有點臭屁又有點慵懶的樣子，道場內還擺滿獎盃，弄得好像很厲害，後來才發現原來那些都是招搖撞騙出來的，其實不太能打。基本上日後德瑞跟忍者們也成為好朋友，變成崇拜者的角色，還自稱起「棕忍者」。

##### 索托船長與命运赏赐号
在第一季中，忍者們曾在沙漠中找到一艘破髓的船骸，重新整理之後發覺是搭配飛行系統、雷達掃描系統的使命號。當初第一季中，當忍者們找到船時，動畫並沒有交代這艘船為什麼會躺在沙漠，也沒有交代過這艘船是什麼用途，直到這一季中才給了暗示。本來在第一季最後被巨蛇魔王整個咬爛，但被伽瑪當君王用「巨大兵器」重建起來，一日當伽瑪當在船上亂晃時，忽然找到一本藏在暗櫃中的船長日誌，才發覺這艘船原本是屬於一名叫索托船長 (Captain Soto) 的海盜，因為在暴風雨中發生船難，船員全數罹難，船也因此破損。
伽瑪當就是在閱讀這本日誌時，才發現原來海上有一處被稱為「黑暗之島」的神祕島嶼。當時還不太會控制「巨大兵器」，不小心把過去的這些船員給復活，所以索托船長與其他海盜水手們全都來到現代。
另外，在第一季最後被巨蛇魔王咬碎的使命號，被伽瑪當用「巨大兵器」還原，被取名為「黑暗赏赐号」 (Black Bounty)，後來又被忍者們搶奪回來。

##### 勞埃德的媽媽 Misako
當伽瑪當尚未完全變成後來的黑骷髏模樣前，就已經與美沙子交往，兩人生下勞埃德。為了研究「預言」，連美沙子都離開了勞埃德，直到第二季中才回來，而且與吴大師有點曖昧。原來在過去，美沙子曾無法選擇要與吴大師或伽瑪當在一起。雖然吴大師是說「我們不應該在一起」，但美沙子卻說「當初真的應該選擇你的」、「過去已成過去，但我們還有未來」。

##### 赞的父親
上一季中介紹了每個忍者的背景故事，包括每個人的父母 (除了凯、尼雅兄妹外，他們的身世依然是團謎)，其中提到赞其實是一隻機器人，由「父親」 The Tinkerer 創造，但在赞的記憶最後，父親臥病在床，過世前關掉了赞的記憶，讓他一直不記得自己是機器人，也不記得曾有一個父親。看到父親還活著，赞是很開心，也感到無比困惑，父親才解釋，他原先是真的要死了，但在關掉赞記憶之後，忽然一批骷髏兵闖進來，用魔茶將他起死回生，也被骷髏兵綁走，囚禁在燈塔中，為他們製造各種車輛、載具，雖然現在骷髏兵已經沒再回來叫他繼續設計武器，但一隻被骷髏綁在海中的巨大海怪仍在監視他，讓他不敢逃跑。骷髏兵，就是前導季中，伽瑪當君王手下那些骷髏兵。
在忍者們放走了海怪守衛後，Tinkerer 也跟著忍者們離開，前往黑暗之島，擔任後勤維修人員，隨時跟著尼雅維修忍者們所使用的載具跟飛船。

##### 伽瑪當君王可憐的一面
雖然大部分時間，伽瑪當君王一直給人一種「耶~我是壞蛋，我要征服世界」的感覺，但也漸漸帶出他內心深處並不想當壞人，他是身不由己 。因為毒液的影響，伽瑪當內心變得很想做壞事，也造成他與弟弟 吴大師、與妻子 美沙子、與兒子勞埃德之間的疏離。因為這樣，使得他更想完成黑暗之主的計畫，也就是將世界變得黑暗、邪惡。既然他無法恢復正常，與家人團聚，那就讓他所愛的人墜入黑暗面，與他團聚吧。
雖然一直與忍者為敵，一直知道勞埃德將實現與伽瑪當進行最終之戰，但伽瑪當不想與兒子戰鬥。每當看到兒子站在他面前，他都會心軟。

##### 敵人很強
從黑暗之島上的設備，再到黑暗逐漸壟罩大地，再到奪取伽瑪當的身體，再到率領坦克大軍進攻城市，再到最後的黑暗之龍完全體，隨著時間過去，黑暗之主變得越來越強大，要打敗他變得越來越不可能。他開始投擲暗物質，把人轉變得邪惡之後，更給人一種絕望感。黑暗之主不怕自己被打敗，因為光明與黑暗是一體兩面，有光的地方必定有陰影，只要光還存在，他就永遠不會消失。

### 第三季「重新啟動」「Rebooted」(8 集)

#### 主線劇情
在上一季的最後，當綠忍者勞埃德消滅了黑暗之主，並把自己的父親伽瑪當洗白後，忍者沒有了對手，世界來到和平時代，Ninjago City 如今發展成一個充滿科技的大都會：「New Ninjago City」，一切科技由一個坐著輪椅的科學家 賽勒斯·博格 (Cyrus Borg) 提供。為了方便管理，博格甚至創造了一個電子網路「數位宇宙」(Digiverse)，串聯起整座城市的網路與電子迴路。四色忍者到學校教書，成天面對一堆屁孩；勞埃德則與父親伽瑪當還有美沙子四處旅行。
正當忍者們在懷念以前大冒險的日子時，博格忽然邀請忍者們到他的科學大樓「博格大廈」(Borg Tower) 參觀。忍者們起初感到不解，但才發現博格是利用這個機會，偷偷塞給他們全新的服裝與武器「Techno-Blades」，並表示黑暗之主還活著，只是換成數位形式，存在一只硬碟裡。現在黑暗之主操控起博格大廈的科技，大量製造機器忍者，甚至控制了博格的數位網路，控制了整座城市，準備東山再起。現在需要忍者們重新出動，對抗復活的黑暗之主。
面對大量出現的機器忍者，甚至還有一隻被製造出來的機械巨龍，忍者們幾乎招架不住，只得使用打帶跑策略。在戰鬥的過程中，為了掩護忍者，吴大師也遭到機器忍者挾持，被帶去改造成邪惡機器人，博格也被控制心靈，變成邪惡蜘蛛型機器人。忍者們必須想辦法來對付這些機器人。既然整個城市的電子網絡都被控制，忍者們的策略，就是先關閉城市內的發電廠，當失去能源後，就能大幅度削弱黑暗之主的能力。
經過一翻努力，忍者們終於突破發電廠，衝回科學大樓，準備要把藏有黑暗之主數位資料的硬碟破壞掉。正當計畫都進行地相當順利時，竟出現一個穿白衣服、沒有露臉的神秘人，拿走硬碟並逃跑，並在現場留下一片白色的鱗片。
黑暗之主的硬碟被白袍神秘人士帶到一個秘密實驗室，雖然發電廠被破壞，整座城市都是屬於無電狀態，讓黑暗之主無法輕易操控網路，機器忍者也無法啟動，但神秘人卻用一種特殊的電鰻製造電力，為機器忍者大軍充電。對於為什麼被神秘人拯救，黑暗之主也感到困惑，僅知這兩人從此結盟。
只差一點就能徹底把黑暗之主消滅掉，但這個留下白鱗片的人究竟是誰？除了它可以隨時隱身外，對它實在沒有概念。但看到鱗片，忍者們直覺就是「又是蛇族搞的鬼」，所以來到城市的下方，要對質過去曾與他們大戰的蛇族，發覺蛇族如今很享受當個平民的生活，無意再發起任何戰爭，看來兇手並不是牠們。
但跟蛇族對談的過程中，忍者得知了另一個預言。在蛇族的預言中，除了人類之外，將會有一個「黃金大師」的降臨。這黃金大師是個邪惡的存在，他將會掌握初代旋風術大師的能力，並將世界上的人類與蛇族全數消滅。
如果預言是真的，那忍者們感到很害怕。「黃金大師」？掌握初代旋風術大師的能力？難道......是指勞埃德會成為一個惡魔，消滅這個世界？畢竟，在上回，勞埃德最後是激發出體內的力量，成為「黃金忍者」，打敗惡魔！
本來與父親一邊躲藏、一邊受訓的勞埃德，卻遭到機器忍者大軍，以及生化版吴大師與白袍神秘人突擊。在突擊過程中，神秘人才終於揭曉身分，竟然是彼拉！
在第二季率領全部蛇族團結，並召喚出巨蛇魔王的紫蛇族最後成員：彼拉，當時雖然一起被巨蛇魔王吞下去，但很明顯當巨蛇魔王被打爆後，他也倖存下來，只是因為毒液關係，使皮膚被漂白。今日他決定與黑暗之主聯手，一起重新掌握這世界，並向忍者們復仇。他們就把勞埃德帶上機械巨龍，飛回到黑暗之主的大樓。
原來，上一次忍者攻擊行動後，彼拉要打造一具身體，讓黑暗之主可以擺脫數位形式，再次來到世界上。除此之外，他們準備奪取勞埃德的黃金之力，並用來統治世界。原來蛇族預言中的「黃金大師」，就是指東山再起的黑暗之主！
　在此同時，在博格的數位助理皮克莎 (P.I.X.A.L.) 幫助下，忍者們進入數位宇宙，與數位形式的黑暗之主大戰一場。若能在數位世界中徹底消滅黑暗之主，就能阻止他的計畫。但在戰鬥過程中，因為身體已經製造完成，黑暗之主就來到現實，離開了數位宇宙。最後在冰忍爆發下，讓 New Ninjago City 中被駭入的機器與載具，連同生化版胡大師都恢復正常，黑暗之主的機械巨龍也瞬間變一團廢鐵。在此同時，雖然黑暗之主的新身體已經打造完畢，勞埃德也趁機逃出敵人的掌握，在機械巨龍墜入海底時，趕快逃出。
既然已經讓對方的戰力大幅削弱，黑暗之主與其新身體也跟著失去動力的機械巨龍沉入海底，暫時可以喘口氣。但彼拉還是把黑暗之主從海底打撈了出來，準備執行一個「Project: Arcturus」的計畫。看對方還有些動作，赤地進行跟監活動，跟著彼拉前進牠們的秘密基地，發現這個「Project: Arcturus」，是打造一只太空火箭：牠們準備飛到太空中，帶回「巨大兵器」( Mega Weapon )，完成獲得黃金之力的最後一步！
巨大兵器！就是在前導季中，忍者們最一開始使用的四把黃金神器，在第二季裡，因為伽瑪當君王的關係，把四把黃金神器融在一起，變成這把「巨大兵器」，當時在不當使用之下，巨大兵器飛往宇宙，卡在一顆彗星之上。本來以為這把神器就這麼從這齣劇裡退場，沒想到又在這季中出現。彼拉等人查到了這把巨大兵器的所在位置，製造火箭，前往太空來尋找，這就是黑暗之主獲得強大力量的最後一步。
忍者們躲在火箭上，跟著機器忍者們飛上彗星，並在上頭開戰，但最後還是被機器忍者們找到了黃金神器並帶回 New Ninjago City，打造出全新的黃金裝甲，給 Overlord 穿戴，最終讓黑暗之主掌握強大的力量，並正式成為預言中將消滅世人的「黃金大師」。
忍者們回到地球上，與掌握全新力量的黑暗之主大戰一場。現在，黑暗之主拿到了由巨大兵器打造而成的武器，掌握了初代旋風術大師的力量後，能夠呼風喚雨，甚至讓自己巨大化。當忍者靠近黑暗之主時，全部都被擒拿住。冰忍卻利用最後的機會，將自己的冰元素能力開到最大，將黑暗之主摧毀，但也因此犧牲掉了自己，離其他忍者們而去。

#### 支線劇情

##### 伽瑪當師傅
在第二季的最後，勞埃德打敗了黑暗龍型態的黑暗之主後，除了讓世界恢復光明，也讓伽瑪當君王徹底洗白。因為巨蛇魔王毒液影響，伽瑪當君王體內被灌輸了邪惡意識，最終變成全身黑、又有四條手臂的大反派，但最後還是變回凡人，體內的毒液也被徹底清空，變成凡人樣貌，並被改稱為伽瑪當師傅 (Sensei Garmadon)。
在這一季中，雖然暫時沒有完全展現伽瑪當恢復正常後的身手，但他在傳授武術，改成「防守」：不主動攻擊，藉由引導對手的進攻，轉過去攻擊對手，跟過去的黑暗帝王有非常大的落差。

##### 赞的戀情史
從第一季就揭曉是一名機器人，赞不只是帥氣機械忍者而已。前面看到對自己的迷惘，還有與父親的親情，這一季則是往戀愛這一塊發展。在忍者們一開始來到科學大樓時，遇到了博格的個人助理：皮克莎 (P.I.X.A.L.)，這就展開了赞與皮克莎的戀愛史。當然，兩人畢竟是機器人，所以無法理解「愛」為何物，更不熟悉那種喜歡上對方的感覺，但就是彼此吸引。

##### 赞戰死
赞最後犧牲了自己，才打敗了黑暗之主，拯救忍者夥伴們，與整個城市。他將自己的冰元素之力開到最大，才終於消滅掉黑暗之主的形體，卻也因為身體負荷不了而全部摧毀。為了感謝赞的犧牲，在博格主持下，於市中立了一座赞的金屬像。
原來這赞只是身體被摧毀，但心靈與意志還是以數位形式存在著。事實上，劇中最後就演到赞的聲音出現，與皮克莎對談，接著就看到當初製造機器忍者大軍的工廠自己動了起來，暗示赞又將製造新的身體，重新回到世界上。

##### 杰與寇開始為追尼雅而開戰
從前導季開始，杰就迷戀上尼雅，甚至從第一季開始，就能感受到這小兩口吸引彼此，但從這一季開始，「三角戀」戲碼挑撥杰、寇、尼雅之間的感情。原先寇與尼雅兩人之間並無特別好感，但當忍者們拜訪博格大樓，皮克莎看見了他們，立即計算出「寇與尼雅是最佳的配對」，就這麼開啟了這兩人的曖昧關係。就從這時候開始，寇與杰無時不為吸引尼雅注意，而彼此競爭，兩人也越來越水火不容。

##### 吳大師變成邪惡機器人！
在劇中，吴大師曾被黑暗之主改造成一只邪惡機器人，並一起對抗忍者與伽瑪當師父。不過，劇中變成邪惡版的機器人，並沒有因此成為忍者的極大威脅。

##### 這一季中使用的武器：Techno Blades
雖然先前已經失去黃金神器，但這回忍者們還是有武器可以使用，這是由博格發明的『Techno Blades』。當黑暗之主控制程式內的機械時，只要被這把刀具碰觸，就可以重新設定，解除黑暗之主的控制權。

### 第四季「元素擂台賽」「Tournament of Elements」(10 集)

#### 主線劇情
雖然上一季的最後，有暗示赞的意識已經藏在網路世界，並利用博格的工廠，打造新的身體。不過上一季也只演到工廠動起來，並沒有看到赞新身體。
在上一季的最後，為了擊敗黑暗之主，赞壯烈犧牲，在科學家賽勒斯博格主持下，大家為赞辦了一場喪禮，並立了一座金屬像在城市中間。對於赞的死，讓忍者們意志消沉，加上現在沒有任何敵人要打，凯、寇、杰都沒有繼續當忍者的理由，各自離開忍者團隊，從事其他職業。但勞埃德想再把大家集合起來，一一拜訪了其他忍者們。杰當一名藝人；寇利用他的力氣，來當伐木工；凯則在地下格鬥場當蒙面格鬥選手。
在勞埃德號召下，四個人重新在市內一家知名連鎖麵店「陳大師的麵店」聚集在一起。四人在談話時，一幫小混混進來鬧事，引起忍者們注意。當忍者們追著小混混來到店家後方時，忽然看到現場有一個供桌，上頭有一張畫像。那是赞的畫像！
畫像上頭寫著，赞還活著！
但想見到他，就來參加一場由「陳大師」所主辦的錦標賽。
也就是這家連鎖麵店的老闆。對方到底是何許人也？
雖然那張畫像上指示忍者們不要把錦標賽的事情告訴任何人，但勞埃德的父親：伽瑪當師父，還是察覺到忍者們似乎要瞞著大家去某個地方，因此偷偷跟在忍者們身後。
當忍者們在指定的時間，來到碼頭時，發現現場已經聚集了一票人。全都是受到陳大師邀請，來參加這場神祕的「錦標賽」的參賽者。這時，一艘渡輪來到岸邊，在一個名為克勞斯的人的邀請下，大家上了船，前往陳大師的島嶼。伽瑪當也跟著上去。
在船上與其他人碰頭之後，才發現一件事忍者們並不是世界上唯一擁有「元素之力」的人。除此之外，也是在船上，讓凯遇到了一名名叫「天乐亅(Skylor) 的女元素大師，很快就對她產生好感。
伽瑪當師父表示，原來當初當初代旋風術大師創造世界時，身旁有非常多具有元素之力的護衛，跟他一起保衛這世界，元素之力絕對不止火、冰、雷、地，這四種而已。船上這些人，有的是握有「元素之力」的護衛的後代，元素之力是會遺傳給下一代的。
忍者們才發現，陳大師把世界上所有握有元素之力的人召集起來，要進行一場神秘的錦標賽。但伽瑪當卻很擔憂，因為陳大師是伽瑪當的師父，而他並不信任他的師父。
原來，當初被巨蛇魔王的毒液影響後，伽瑪當離開了父親的道場，離開了吴大師，到外頭去拜師陳大師。他是個陰險狡詐之人，絕對需要當心。今天忽然舉辦這場錦標賽，事情絕對不單純。這也讓忍者們憂心起來，這場錦標賽的目的是什麼？而赞真的還活著？真的就在陳大師手上？
來到島嶼之後，克勞斯帶著大家，到了島上的大廳堂，並遇見了陳大師。在克勞斯帶領下，大家住進了代表各自元素的豪華套房，感到非常舒適。但競賽很快就開始，第一回合就是要搶在其他人之前，搶到「翡翠武器」，但翡翠武器的數量算的很剛好，每人一把之後，會有一人拿不到，這人就是淘汰者。最後在搶奪之下，具有「金屬元素能力」的卡洛夫成為第一個被淘汰的人。陳大師打開一個暗道，讓卡洛夫掉落其中。他去哪了？沒人知道，只知陳大師一直強調一句：「只有一人能留到最後」(Only one can remain)。
晚上在房間中，忍者們感覺很不自在。他們來這邊除了參加比賽外，最重要的目的是找出赞下落，他們決定在晚上出去闖盪，尋找任何蛛絲馬跡。結果，他們不小心找到暗道，還不小心撞見一個神祕空間，看到陳大師手上拿著一把神祕的魔杖，將卡洛夫的能力吸走。忍者們才發現，陳大師的目的，是把每一個人的元素之力都偷走！
接下來的每一天，都會隨機抽籤，抽出下一個回合的對戰組合。每一回合的獲勝方式都不太一樣，但輸家一定會掉進陳大師的暗道，所以每個人都咬緊牙關。所幸忍者們都能順利晉級。然而，當發覺忍者們已經查到陳大師的計畫時，陳大師故意安排杰跟寇對戰。
在上一季中，為了搶尼雅，杰跟寇整個鬧翻。但這回被迫面對彼此，兩個忍者還是不忍餘地。最後在陳大師的干涉之下，讓寇掉入暗道，成為忍者中第一個被淘汰的人。
除了讓忍者在比賽中對上彼此，陳大師也故意挑撥忍者與其他元素大師們，讓其他人團結起來，一起想辦法把忍者從比賽中淘汰掉。
在此同時，因為忍者們與伽瑪當師父在沒留下任何話就失蹤，讓還在本島上的尼雅與胡大師等人相當緊張。在仔細追蹤之後，尼雅開著新的移動式指揮部，與德瑞冒充陳大師的麵店卡車，一起來到島上，尋找忍者們的下落，並且偷走克勞斯的咒語書。
在比賽繼續進行的同時，越來越多從比賽中淘汰出去的元素大師掉入暗道，能力被吸收走，並被囚禁在陳大師的地下工廠，幫忙製作麵條。其元素之力也被奪去的寇，在前往工廠的路上，赫然發現被關在牢房的赞。赞是真的還活著！
赞的身體已跟以前不同，完全由鈦金屬組成，這回他是真的「鈦忍者」了。此外，在上一季與冰忍相遇的女機器人：皮克莎(P.I.X.A.L.) 身體也被毀壞，一起被帶到島上囚禁。赞就將皮克莎的硬碟資料灌輸到自己身上，讓皮克莎從此活在赞的作業系統內。
發現赞還活著真的很令人開心，後來寇也想辦法把赞從牢房放出來。當上面還在作戰時，下方也不能閒著，底下這些失去元素之力的元素大師，準備聯手起來，殺出一條活路出去。
還在競賽中的忍者們，逐漸拉攏越來越多元素大師加入他們陣營，說服他們這整場競賽都是騙局，陳大師是為了把元素之力全部拿走。部分元素大師相信忍者的話，並一起質疑陳大師。結果這時，陳大師才跟大家坦承他手上的魔杖，確實會把所有戰敗的元素大師的能力吸走，但他這麼做的原因是：要把這把魔杖當成最後的獎勵，送給在下一場競賽中勝出的大師。尼雅已經偷走他與克勞斯的咒語書，在島上逃竄。誰能先把赤蘭獵下，就直接成為這次大會的優勝者。
當然，忍者們必須搶在其他元素大師前，先找出尼雅的下落。在尋找尼雅的同時，伽瑪當師父才對勞埃德講出一段過去的故事，並提到自己曾經犯下嚴重的錯誤，但他沒有勇氣把錯誤公開出來，因為這一定會破壞他與美沙子，以及與吴大師之間的關係。他也提到，當年曾經有一場人蛇大戰 (這部分在第一季就提到過)，雖然人類與蛇族之間一度休戰，但後來因為蛇族先破壞休戰條約，才又讓戰爭繼續打下最。最後是因為找到一種能擾亂蛇族思想的蛇笛，才讓人類打贏這場人蛇戰爭。其中五族全都被關在古墓中，永不得再回到地面上。其中，紫邪蛇族的大將軍則受到特別嚴重的懲罰：被流放到另一個名叫「詛咒魔域」(Cursed Realm) 的次元中。
陳大師之所以努力吸收全部的元素之力，是為了完成咒語，再次開啟人蛇大戰。
在進行尼雅的爭奪戰時，被凯所戀上的女元素大師「天乐」，才揭曉她其實是陳大師的女兒。她加入進來是為了協助父親將全部的元素蒐集起來。而她本身則是「琥珀」的能力者，也就是「能將其他人的元素之力複製到自己身上來使用」。雖然背叛了其他人，但跟著凯他們一起行動，天乐也開始猶豫了起來。
當陳大師將剩下的元素大師一網打盡，並用魔杖將剩下的元素之力一口氣吸收起來時，稍早被困在麵條工廠的阿剛與赞等人，偷偷打造了一台戰鬥機，衝破工廠大門，打亂了陳大師的計畫。在慌亂中，凯把陳大師的魔杖打碎，並將全部的元素之力還給每一個元素大師。看似計畫被中斷，但克勞斯說「先前天乐已經將全部的元素之力儲存在她身上」，並退而求其次，綁走自己的女兒，全部落跑。
在逃跑的過程中，克勞斯也與伽瑪當師父相遇，並進行交戰。克勞斯用他的咒語書，開通了往「詛咒魔域」的通道，要把伽瑪當送進去，結果反被伽瑪當送入，克勞斯從此消失在這個魔域裡。
雖然魔杖沒了，但陳大師還是利用自己女兒身上所儲存的其他元素之力，開啟蛇族的咒語，導致陳大師及其手下們全都轉換成「紫邪蛇族」。底下的小囉嘍們全都變成紫邪蛇族，而陳大師、天乐，甚至伽瑪當師父，身上都長出鱗片，皮膚變成紫色，變成半人半蛇的狀態。是的，因為伽瑪當曾是陳大師的弟子，他也連帶受到詛咒影響。陳大師就是計劃率領這些變成紫邪蛇族的大軍，把本島全部拿下。
忍者們與其他元素大師，召喚出屬於自己的元素之龍，回到 Ninjago 本島上，與吴大師還有美沙子會合，ˋ準備擊退陳大師與他的大軍。當敵方勢力越來越難以抵擋時，忍者們取得到了克勞斯的咒語書，利用其中一個能開啟「詛咒魔域」的咒語，將當年那些被流放到異次元的紫邪蛇族將軍放出來，把陳大師與其大軍全部帶走。但條件是必須有一人被犧牲掉，才能開啟這扇次元門。一想到自己過去犯下種種錯誤，甚至重傷胡大師與美沙子，最後是伽瑪當師父自願犧牲，來結束這場戰爭。

#### 支線劇情

##### 忍者們並不是唯一能操縱元素之力的人
這一季的第一集揭曉，世界上擁有元素之力的還有很多人。其他包括有「重力」、「影子」、「聲音」、「金屬」、「煙霧」、「毒」......
連同五名忍者在內，另外新登場的元素大師還有 11 位。

##### 赞轉變成「鈦忍者」
在上一季，赞為了擊敗 Overlord 而壯烈犧牲，但在最後一集的最後，有暗示他的意識尚存在於電腦網路中，並以工廠開始打造全新機器人身體來做結尾。但復活的赞，卻要到這一季才真正公布出來。使用全新身體的赞，身上全都是直接以鈦金屬製成，變成名副其實的「鈦忍者」(Titanium Ninja)，而不像上一季中，還有露出黃皮膚的外殼。
打造全新身體的赞，一開始並沒有前面身為忍者的記憶，甚至對於自己竟握有某種冰的元素能力而感到懼怕。但最後還是發覺了自己，重新掌握住冰的能力。
另外，在上一季中，冰忍曾遇到的女機器人：皮克莎，也跟著赞一起被帶到島上。只是在被帶來的過程中，皮克莎的身體毀壞，只留下存在於硬碟中的意識。在赞掙脫鐵鍊後，就把硬碟中的資料灌入體內，讓皮克莎從此活在冰忍意識中。

##### 忍者們與元素大師，都能召喚自己的元素之龍
在這一季中，忍者們沒有帥氣載具可以坐，在第一二季中乘坐的龍也早就飛走了，但在這一季中，當陳大師把所有人留在島上，獨自回到 Ninjago City 的時候，為了追趕上對方，大夥忽然激發出自己的元素之力，召喚出屬於自己的元素之龍。每一種能力都能召喚出一隻專屬自己的龍出來。

##### 尼雅與凯兄妹的父母的故事
凯與尼雅的父母，一直沒有被碰及到，就連在前導季的一開始，也只是講述這對兄妹經營著父母留下來的打鐵舖而已。
在這一季伽瑪當的回憶中，凯的父母也是能操縱元素之力的能力者。父親能操縱「火」元素，就如凯一樣；而母親則是能操縱目前為止還沒看過的「水」元素。當年當人蛇戰爭開打時，他們的父母就是重要戰力之一，一起對抗陳大師與蛇族。

##### 人蛇大戰，伽瑪當的過去
在前面幾季中，我們知道伽瑪當因為巨蛇魔王的毒液，性情大變，變成「伽瑪當君王」，失去理智的他犯下非常多錯誤，最後在勞埃德的黃金之力下，讓伽瑪當得以洗白，變回正常人，並成為一名與吴大師有所不同的睿智師父。
在伽瑪當被毒液影響心智後，他曾前往陳大師的道場，拜師學藝，當時就有遇到同是學徒的克勞斯。當時人蛇大戰剛爆發，但雙方寫下休戰條例，陳大師知道這消息時，表示休戰的話就不好玩了。不久之後，人蛇大戰又再度爆發，消息指出是蛇族先違反條例，所以當時的元素大師們又不得不集結起來，對付蛇族。
已經受到毒液的影響的伽瑪當，本來對戰爭沒有太大興趣。這時陳大師就故意提到「美沙子」，是伽瑪當與弟弟胡一起追求的女子，陳大師這時拿起一封信，是胡大師寫給美沙子的情書，用字遣詞非常優美，肯定會讓美沙子選擇胡。陳大師故意拿給伽瑪當看，並說「你不怕她被你弟弟搶走嗎？」害怕失去美沙子的伽瑪當，就拿起墨水，把胡的署名改成自己，再寄給美沙子。而自己也回去幫助其他人，打擊蛇族大軍。
後來大家發現，那場休戰其實是陳大師打破的，他在人類與蛇族兩邊挑撥離間，重新點燃這場戰爭。最後在蛇笛影響之下，把每一個蛇族都關進古墓 (然後在第一季被勞埃德打開，重新放出來)。其中，紫蛇族的將軍是最有野心跟戰力，他們則被流放到讓人生不如死的「詛咒魔域」。而陳大師與其弟子克勞斯，則被流放到離島上，也就是他今天用來舉辦錦標賽的地點。

### 第五季「幽靈霸主」「Possession」(10 集)

#### 主線劇情
在第四季的事件結束後，當一切都平穩下來，吴大師準備要展開他的「退休」生活，在郊區開一間茶店，美沙子、尼雅，以及其他忍者們都幫忙準備店鋪。但在這時，市內的博物館傳出有竊賊闖入，勞埃德隻身一人前往調查，卻遇到一隻「鬼」，這隻鬼可以附身並操控任何人甚至物。
在此同時，正當其他忍者們在市內，利用自己的元素能力來宣傳吴大師的茶店時，忽然之間能力全數消失。感到奇異的忍者們，趕緊回到茶店，想要從吴大師身上搞清楚究竟發生什麼事情，看到勞埃德也回到店內，但表情看起來相當怪異，並且一開口就說要搶走吴大師手上的竹拐杖。一看到怪異的勞埃德，吴大師馬上就搞清楚發生什麼事：勞埃德已經被附身了，而附身他的是一隻從 詛咒魔域 ( Cursed Realm )，也就是上一季中，伽瑪當被送往的地方，逃出來的鬼，而這個鬼正是吴大師第一個弟子：能操縱「風」的元素大師「摩罗」(Morro)。
在經過一陣打鬥後，命运赏赐号墜毀森林中，吴大師也趕緊把藏有秘密訊息的枴杖丟去，藉此引走摩罗，吴大師才講出過去的事情。原來凯等人並不是吴大師的第一個弟子們。當年，當伽瑪當離去，拜師陳大師後，一日，吴大師在山上的道場，遇到了一個窮困的孩子，因此被收留下來。他發現這個孩子天生具有操縱「風」的能力，因此認定他或許就是預言中的「綠忍者」，所以就早早跟摩罗講這件事。
當吴大師用四把神器來判斷摩罗時，才發現神器沒有反應：摩罗並不是傳說中的綠忍者。但摩罗早已把吴大師的話當真，接著就為了成為綠忍者，要求更多訓練，甚至到了一種狂熱、過頭的地步。接著，摩罗就表示，他一定要找到初代旋風術大師，也就是吴大師的父親，被埋葬的墳墓，就離開道場。但即使是吴大師也不曉得他父親的墓在哪，因為他父親並沒有留下任何訊息。
回到現在，吴大師才意識到，原來初代旋風術大師所埋葬之地，這個訊息一直藏在他每天不離身的拐杖上。雖然為了引走摩罗，已經把枴杖丟掉，但他已從上頭解讀出三個圖樣訊息。第一個圖樣，就是要忍者們學習一項已失傳的武術：由已死去多年的「陽大師」(Sensei Yang)創造，能夠飛上天空的「飞天旋转术」(Airjitzu)。忍者們必須搶在摩罗找到飞天旋转术卷軸前，先搶到手。
原先飞天旋转术卷軸是存放在多姆图书馆中，但這時，忍者們得知，卷軸早在數日前就遭到一名竊賊偷取。仔細觀看監視器，忍者們馬上就認出，偷竊者竟然是羅南 (Ronin)。忍者們馬上就前往羅南的住處，試圖取得飞天旋转术卷軸。
就在忍者前往目的地時，吴大師找了尼雅說話，提起了尼雅與凯的父母。他表示，他們兄妹都知道他們的父親，是能操縱火的元素大師，但他們不曉得的是，他們的母親，也是操作水的元素大師。就如同火的能力遺傳給了凯，水的能力也遺傳給尼雅。接下來，時間到了，該是讓尼雅卸下武士身分，成為「忍者」。
當忍者們來到羅南的住處時，發現魔洛也帶著他召喚出來的鬼弓箭手現身，經過打鬥之後，魔洛順利取得卷軸，馬上習得失傳已久的「飛天術」。看到這樣的狀況，忍者們感到失落，但還是從羅南口中得知：還是有機會學到飛天術的，只要前往楊大師生前住的「鬧鬼寺」，就有機會習得飛天術。
為了習得飛天術，忍者們在夜晚潛入鬧鬼寺，但鬧鬼寺有一個傳說：如果無法在日出前離開寺院，就會永生變成鬼魂。忍者們在寺內尋找，最終遇到楊大師的鬼魂，而且還遭遇楊大師的各種試煉，最終還是得到了飞天旋转术的捲軸。但當他們要趕在日出前逃出寺院時，寇卻沒能在時間內逃出，變成了一隻鬼。
雖然寇也變成了一隻鬼，但忍者們還是習得了飞天旋转术。他們下一個任務，就是取得放在「腾云国」的寶物：「庇护之劍」(Sword of Sanctuary)，是一把能預知敵人下一步的神器。而為了登上腾云國，忍者們來到 Ninjago 境內的最高山峰，在山頂上使用飞天旋转术，利用一塊名為「盲者之眼」的風暴加速，進入腾云國。雖然在路途中曾遭遇試圖走同樣路徑的摩罗，展開戰鬥，但忍者們還是順利抵達腾云國，把摩罗留在地表上。
忍者們來到腾云國，這是建立在雲上的世界，他們發現一個名叫 Fenwick 的男子早已在門口等待他們。Fenwick 引領忍者去尋找「庇护之劍」，在過程中 Fenwick 解釋，這個宇宙分為 16 個「國度」 (Realm)，與 Ninjago平行。在參觀雲中王國的同時，忍者們發現摩罗也已來到王國，並與忍者們展開戰鬥。在戰鬥的過程中，摩罗一方率先拿下了庇护之劍，並回到地表上，忍者們緊追在後，試圖把劍拿回來。好在這時勞埃德試圖奪回身體，暫時擋掉摩罗的主導權，這才讓凯最終把庇护之劍搶回到手上。
回到地表上，忍者們重新檢視自己手上的線索。他們已經學會了「飛空術」，現在也有了神器「聖殿之劍」，接著就是要找到初代旋風術大師的墓地。正當忍者們在思索最後一到線索，卻發現羅南把庇护之劍給偷走。原來羅南身上有著把柄，他不得不背叛忍者們，最後在調虎離山之計下，把劍帶往 Stiix，交到摩罗手上。當摩罗利用庇护之劍的逆轉時空之力，把卷軸上的紀錄逆轉之後，終於鎖定了初代旋風術大師的墓地確切下落，接著再附身到罗南身上，把忍者們騙往錯誤的地方。
雖然被錯誤的訊息給誤導，忍者們最終還是藉由羅南的 R.E.X. 飛行器，逃出陷阱。這時忍者們收到羅南本尊的道歉訊息，並得知了墓地的真確位置。這才發現，墓地之所以一直沒被找到，是因為並不在本島上，而是在深海中！
當忍者們終於進入到深海底的墓地入口，他們必須與時間競賽，因為摩罗早搶先他們一步，在墓中探索。由於守護者初代旋風術大師的遺體，以及最終的神器「國度水晶」(Realm Crystal)，整個墓由三大考驗守護者。忍者們順利解開前兩大考驗，來到最後一個考驗：一座冰凍的迷宮，並在此地遭遇摩罗。經過一翻交戰後，忍者們將摩罗困在陷阱中，並解開最後一個考驗，最終找到了初代旋風術大師的遺體。
忍者們來到初代旋風術大師的遺骸旁，他不但是忍術「旋風術」的創始者，整個Ninjago世界都是由他創造出來，更不用說他就是吴大師與伽瑪當師父的父親。這時，忍者們拿起了大師手中守護著的最後一樣神器，這是摩罗一直在尋找的「國度水晶」，這顆水晶是連接先前提到的16 個國度的橋樑，拿到這只水晶的人，可以自由前往任何地方。
看到忍者們已經搶先拿下水晶，摩罗威脅，如果還想看到勞埃德，就拿水晶來交換。雙方再次交手，雖然最後成功讓摩罗離開勞埃德身體，但水晶卻也被摩罗給帶走。
原來摩罗的目的，是將詛咒魔域的統治者：魔魂者 (The Preeminent) 釋放出來，由她來吞噬掉一切，並一口氣詛咒十六個國度。魔魂者的外型非常噁爛，是一顆場有觸鬚的眼球，由於已經和詛咒魔域連為一體，所以她自身就是整個詛咒魔域，還會從中不斷吐出鬼魂。
當然，雖然巨大的魔魂者非常難對付，但她自己本身就是鬼魂，若能將她打入海中，肯定能從此將她消滅掉。但這計畫非常難執行，除了模魂者體積過大外，忍者們也在各地與鬼魂還有摩罗交戰。
所幸就在最後，尼雅終於找到了她體內的潛能，藉由自己的水之力，製造出巨大的海浪，消滅整個魔魂者，也將摩罗從此抹除。但隨著魔魂者的消滅，整個詛咒魔域也因此毀滅殆盡。

#### 支線劇情

##### 魔洛是胡大師的第一個學生！
當魔洛出現，並附身在勞埃德身上後，胡大師這才坦言，忍者們並不是胡大師的第一批學生。當年，當胡大師還年輕時，曾經在修道院外面遇到一個在外流浪的孩子，也就是魔洛，胡大師將他留在修道院，進行訓練。
當時預言中的「綠忍者」尚未出現，年輕的胡大師也尚缺乏往後的智慧，看到身手矯健的魔洛，學習速度很快，展現出相當的天分時，胡大師也一直跟他講「也許你就是預言中的綠忍者」。結果當把四把黃金神器，拿到魔洛身旁時，發現毫無反應，這才發覺魔洛並不是預言中的綠忍者。但因為胡大師一直在講這件事，讓魔洛一直相信自己就是那被選中的人，最後失望至極，憤怒之下，魔洛離開了修道院。
當忍者們在尋找初代旋風忍術大師遺骸的下落時，曾把忍者們誤導到錯誤地點，這個地點就是 Caves of Despair，也就是前導季中，藏著第一把黃金神器「地裂鐮」的礦場。忍者們在其中尋找的過程中，就找到了魔洛的遺體。原來當年離開胡大師後，魔洛試圖靠自己找到初代旋風忍術大師的墓地，就在這座礦場中尋找，最後死在裡面。

##### 尼雅是第六個忍者，掌握「水」的元素之力
從第一季起，尼雅就一直展現出希望能成為忍者們的助力的企圖心，因此自己開發出了「武士X」機甲，甚至還擁有一個藏在沙漠中的地下基地，裏頭放置許多載具。儘管並沒有與忍者們一起受訓，但尼雅也有相當程度的武打實力，也能與忍者們一起飛簷走壁。在前一季中，劇情揭曉了尼雅與凯的父母，各是掌握有「火」與「水」元素之力的元素大師，這些能力是能遺傳到孩子身上，因此在這季中，揭曉了尼雅實際上也有「水」的元素之力。
在這一季中，當忍者們在外頭冒險時，尼雅也開始接受訓練，練習如何去控制水。個性急躁的她，不論怎麼練習都無法取得一點進展，對自己非常失望。但最終在羅南的一番話之下，有所頓悟，開啟控制水的能力，甚至在最後成為擊敗幽靈大軍的關鍵武器，正式穿上忍者服，成為忍者們的一員。

##### 賞金獵人：羅南登場
除了魔洛之外，另一個在這一季中全新登場的，就是「羅南」(Ronin) 這個角色。身為顧傭兵的他，唯一聽命的只有「金錢」：誰願意付他錢，他就幫誰做事。原來當初冰忍復活，卻落入陳大師手中，就是因為羅南的關係。
總之，雖然他經常與忍者們一起搶寶物，甚至還背叛過忍者，但他實際上也算是半好人，會偷走寶物也是身不由己 的，因為羅南有欠債於魔洛一名幽靈手下。

##### 寇變成鬼忍者
為了把卷軸帶走，寇是唯一一個沒能趕在天亮前離開鬼廟的忍者，讓他變成幽靈的形式。對於這件事，讓寇陷入無比低潮，他沒辦法感覺到冷熱，不會肚子餓，更重要的是：只要一不小心碰到水，他就從此消失在這世界上了。雖然變成鬼有很多不方便，但他也得以在戰鬥中，運用身為鬼的優勢，突破許多困境。

##### 十六個國度 (Sixteen Realms)
另一個在這一季中，帶來的超重大劇情重點，就是正式介紹了「十六個國度」，簡單來說就是十六個平行宇宙。
當忍者們來到雲中王國 (Cloud Kingdom)時，裡面的人告知說原來有十六個國度，彼此平行。這十六個國度，包括有故事主要發生地「忍者國」、前導季中，伽瑪當君王與骷髏大軍所在的「地下世界」(Underworld)；第一季中，伽瑪當長出四條手臂的黑暗世界「瘋狂魔域」 (Realm of Madness)；在上一季中，伽瑪當師父犧牲掉自己後，所進入的「詛咒魔域」(The Cursed Realm)。另外，在這邊看到的「雲中國度」，實際上也是十六個國度之一。
雖然進入每個國度的方法不同，但這季中，被守護在初代旋風術大師之墓的「國度水晶」，卻可以任意開通前往大部分國度的通道。

##### 伽瑪當師父與勞埃德的最後一面
在前一季中，自願犧牲，來開啟詛咒魔域的伽瑪當師父，被困在魔魂者的體內。雖然說詛咒魔域本身是一個平行國度，但已與魔魂者融為一體。當與魔魂者交戰時，勞埃德曾進入到魔魂者體內，找到了被囚禁的伽瑪當師父，但不管怎麼拉扯，都無法弄斷伽瑪當身上的鎖鏈；最後，勞埃德僅繼承了伽瑪當身上的道服，離開魔魂者身體。當魔魂者被赤蘭召喚的大浪吞噬而消滅時，伽瑪當也隨之與世長辭。

### 舞台劇「暗影魔域」「The Realm of Shadows」
設定在第五、第六季之間的外傳故事，描述剛逃脫出詛咒魔域的克勞斯企圖捕捉名為土匪（Bandit）的稀有陰陽龍，將其培養成令人畏懼的暗影龍使忍者國陷入黑暗，但忍者介入並使土匪轉而成長為光明龍，阻止了克勞斯的詭計。

### 第六季「天際飛行」「Skybound」(10集 ep55-64)

#### 主線劇情
在結束了上一次的冒險後，忍者們瞬間成為忍者城的大英雄，讓他們所到之處無不被熱情的粉絲與記者包圍。德瑞也成為他們的經紀人，還不斷協助記者們追蹤忍者們的畫面。在此同時，忍者們發現，有一個他們再熟悉不過的身影，又出現在忍者城中。
原來是陳大師的手下：克勞斯 (Clouse)，原先被囚禁在詛咒魔域中的他，因為詛咒魔域的母體被摧毀，再次逃到忍者城中，他找到了一只關有一隻巨靈 (Djing) 的神燈「泰拉漢之壺」，釋放出了裡頭的巨靈「納達可汗」(Nadakhan)。這隻巨靈具有實現別人願望的魔力，本來克勞斯打算利用這個願望的力量，來向忍者們復仇，卻反被納達可汗用話術來扭曲願望，最終反把克勞斯關在神燈中。
原來被釋放出來的納達可汗，在過往曾率領一支天空海盜在天底下作亂，但因為遭遇某些敵人，讓他反被關在神燈中，他的水手們也被傳送到其他國度中。他想要奪得忍者們先前找到的「國度水晶」(Realm Crystal)，重新組織他的天空海盜，重新征服這個世界。稍後，他又分別遇到吳大師與美沙子，並把這兩人一起關進神燈中，接著就是要對付會阻礙他的忍者們。
在此同時，雖然忍者們本被當英雄對待，但各地有人冒他們名義來搗亂，讓市民以為忍者們開始當壞人，而變成全民公敵。原來這是納達可汗的計畫。忍者們四處逃竄，卻被賞金獵人羅南 (Ronin) 一一抓起，最後全部忍者們被關進監獄，還被關在特殊的牢房，以免他們試圖用元素之力逃獄 。
就是在監獄中，他們突然得知，被復活的索托船長 (Captain Soto)，正巧就是當年把納達可汗關進神燈中的人。原來在數百年前，當索托船長還是使命號船長時，曾在海上與納達可汗和其天空海盜們交戰。面對具有強大魔力的納達可汗，只有一種方法，用一種「虎寡婦」(Tiger Widow) 的毒蜘蛛身上的致命劇毒，讓納達可汗陷入昏迷狀態，才能再用神燈把他關回去。索托本拒絕告訴忍者們去哪找這種毒蜘蛛，最後在忍者們逃獄之後，順便把索托給帶出去，才得知：只有一座島嶼找得道虎寡婦，但那座島嶼並沒有被記錄在任何地圖中，虎寡婦的所在地存在於納達可汗的海盜船上。
　當忍者們被關入監獄的期間，納達可汗偷竊到被藏起來的國度水晶，把他的天空海盜們全部釋放回來，並找回當年他的海盜船「闇黑堡壘號」(Misfortune's Keep)。全員團聚後，納達可汗決定利用國度水晶，回到他真正的老家：另一個國度「精靈國」(Djinjago) 去看看。一開通傳送門後，卻發現精靈國正在崩解中，納達可汗看到他的父親，同時是精靈國的統治者「精靈王」(Djing King)，坐在王座上。
原來十六個領域中，會兩兩連結在一起，成為姊妹國度，這姊妹國度的其中一個崩解時，另一個也會跟著崩解，而精靈國的姊妹國度正巧就是忍者們在前一季破壞掉的「詛咒之境」(Cursed Realm)。精靈王拿了一把「靈魂之劍」給納達可汗，這把魔劍能禁錮任何生靈的靈魂，他要納達可汗回去忍者國，向忍者們報這筆仇，這就點燃了納達可汗心中的怒火。
回到忍者國後，納達可汗與天空海盜們要執行他們的計畫：他們將修復闇黑堡壘號，重新回到天空，向忍者城進攻，並利用這把魔劍的魔力，讓地上的土地飄向空中，他要在這邊重建精靈國。
逃獄後，雖然仍在躲藏中，但看到天空海盜又飛到天空，攻擊忍者城，忍者們還是前往阻止對方，並順便潛到船上，偷走藏有虎寡婦島嶼所在地的資訊。雖然最後趕跑了天空海盜，但在攻擊行動中，納達可汗藉機接近了赤地，給他許願的機會，並利用話術來扭曲赤地的意思，把他整得很慘，最終把赤地的靈魂禁錮在靈魂之劍中。
發覺赤地已被帶走後，忍者們整理整理，按照拿到的資訊，前往外海，準備去取得虎寡婦的毒液，但在海上遭遇風暴。在風暴中，納達可汗又潛到海上，隻身與冰忍對質。已經知道對方會用話術來扭曲願望的冰忍，本來準備用機器人的邏輯迴路來防範話術，卻又不幸被扭曲意思，不但造成 P.I.X.A.L. 被移除掉，最後也不幸中招，成為第二個被囚禁在納達可汗刀中的忍者。最後船隻被風暴破壞，忍者們落入海中，不過還是飄到島上。
剩下的忍者們在島上冒險，也終於順利從虎寡婦身上取得毒液，準備用來對付納達可汗。但在這時候，納達可汗等人也來到島上，把阿光給綁走，留下赤蘭、阿剛與勞埃德在島上。
會特別綁走阿光是因為，在與忍者交手過程中，納達可汗知道了赤蘭這個人，發覺赤蘭與他過去的愛人：狄拉拉 (Dilara) 長得非常神似，懷疑赤蘭就是狄拉拉。原來，納達可汗有個計畫，他雖然能幫其他人實現任何願望，卻無法幫自己實現願望。但只要與愛人結婚，讓他順利成為下一任的精靈王，他就能從愛人身上得到「無限願望」，掌握無止盡的力量。
在測探忍者的時候，納達可汗得知阿光深愛著赤蘭，想從阿光這邊來接近赤蘭。阿光表示，赤蘭就是赤蘭，跟那個狄拉拉沒有任何關係，而且他質疑納達可汗只是著迷於那個狄拉拉能帶來的無限願望，根本不愛這個愛人。
當阿光被囚禁在船上時，試圖寫封訊息，告知他的夥伴們來救援他。在過程中，他也一度與納達可汗手下中的神槍手「火槍大副」(Flintlocke)：談到話，並告訴神槍手要小心納達可汗這個人，他是一個不值得信任的船長。雖然不把阿光的話當一回事，但也確實讓他想到，可以稍微再觀察一下納達可汗這個人。
底下被困在島上的忍者們，正巧遇到出海救援的警察局長，他們先前被當成全民公敵的嫌疑已被釐清，現在局長們將全力與忍者們聯手。在這過程中，忍者們決定要擬定策略，反過來運用願望來對付天空海盜們。
果然，在前去救援阿光的時候，忍者們也不斷利用自己的三個願望，化解掉一些難關，但造成的結果只是一團亂，最後連勞埃德與阿剛都被關入靈魂之劍，只剩下赤蘭和阿光逃離闇黑堡壘號。
現在只剩赤蘭跟阿光，兩人帶著旅者之茶與剩下一管毒液，逃到朱里安博士生前居住的燈塔，擬定最後的計畫。雖然在這邊遇到了冰忍的弟弟：回音冰忍 (Echo Zane)，在他的幫忙下，試圖抵擋侵入進來的天空海盜們。但在勢不可擋的情況下，赤蘭犧牲自己，遭到俘虜，而阿光則通過旅者之茶開啟的傳送門，逃到遠方。
如今只有手上握有虎寡婦毒液的阿光，是忍者們的最後希望，他重新集結了自己的隊友，包括羅南、索托船長、德瑞、回音冰忍，甚至找到過去在第四季登場的凱樂 (Skylor)。雖然先前被浪費掉兩個，但阿光目前仍有一個願望可以許，他已經想好怎麼使用了：先用毒液造成納達可汗行動遲緩，再趕緊許下「希望納達可汗只是個凡人」，讓他無法完成無限願望的計畫。計畫擬定好後，一行人重新回到天空海盜的基地。
在這時，納達可汗也正在準備與赤蘭的婚禮，雖然赤蘭與他的愛人狄拉拉是兩個不同的人，但納達可汗也藉由威脅手下許願，把逝去的狄拉拉的靈魂帶回來，附身在赤蘭身上，完成婚禮，進而得到無限願望。當然，阿光與一行人出面制止下，與天空海盜對抗，更自行被吸進靈魂之劍中，把吳大師、美沙子與其他夥伴們，全部帶回到世界上，眾人一起對付納達可汗。
由於察覺到納達可汗準備用無限願望重新組織自己的新大軍，火槍大副發覺納達可汗真如阿光所說，是個不能信任的船長，所以帶領其他天空海盜水手們，一起轉過來對付納達可汗。拿到虎寡婦毒液的火槍大副，瞄準納達可汗，卻誤擊了赤蘭。
看到毒液被灌輸到赤蘭身上，阿光的心都涼了，如果他許願拯救赤蘭，就會讓納達可汗逃脫；如果許願讓納達可汗變凡人，就將永遠失去赤蘭。面對這一連串的遭遇，面對自顧自的做決定，這時阿光順口說出「我真希望那只神燈沒有被找到過」。
就這麼一句發自內心的願望，被納達可汗聽到，而願望之力就將時光往前倒回，一路回到起點，回到當時忍者們還在躲避記者與粉絲的時間點，回到克勞斯還在尋找神燈的時候。當克勞斯找到神燈，準備將之撿起來，就遭到民眾追趕，讓神燈被留在垃圾堆中，從此遺失下去。
雖然一切重新來過，但阿光與赤蘭卻保有一切的記憶。看到事情全部落幕，以及前面的冒險，兩人在鏡頭前熱吻起來，反倒是其他忍者們全都一頭霧水，不知道發生什麼事。

#### 支線劇情

##### 納達可汗
天空海盜船長納達可汗是一隻有四條手臂，可以飛行的精靈，是精靈王之子，因為一些原因，在數百年前被流放到忍者國當海盜。
納達可汗本身是精靈，可以替任何人實現三個願望，但他實現願望全都是不懷好意，經常藉由話術來扭曲對方的意思，所以許願時真的要想清楚自己要說什麼。雖然可以幫任何人，卻無法幫自己實現願望，但只要藉由與自己的愛人「狄拉拉」結婚，成為新一任精靈王，納達可汗就可以從狄拉身上取得「無限願望」。
除了納達可汗外，基本上過往忍者們遭遇到的對手，其手下都是雜魚兵，這回納達可汗手下也是絕大多數都很雜魚，但卻個個都很有個人特色，其中最不雜魚的肯定就是留著八字鬍，基本上是從來不失手的狙擊手：火槍大副 (Flintlocke)，雖然中間他曾因為被許願的關係，成為怎麼樣都打不中的狙擊手。

##### 「精靈之劍」、「靈魂之劍」
忍者故事中，總是會設計一些不同的神器出來。這一季登場的是拿在精靈手上的「精靈之劍」(Djing Blade)，或稱「靈魂之劍」(Sword of Souls)，這是一把能把任何人的靈魂，永遠禁錮在劍柄上的水晶中的武器。在故事中，原本由上一任的精靈王持有，但在精靈國崩解時，把這把劍交到納達可汗手上，成為他用來完成計畫的武器。

##### 十六個國度是兩兩連結
在前一季中增加了「十六個國度」的設定，也就是除了忍者們存在的這個世界外，還有另外十六個國度與之平行，基本上就很類似「平行宇宙」的概念，其中包含到一些忍者們先前歷險過的地區。
在這一季中，則又對這部分再增加一些描述，當看到精靈國正在崩解時，精靈王表示，十六個國度是兩兩連結成「姊妹國度」，當其中一個崩解掉，另一個也會跟著崩解。而精靈國的姊妹國度，正就是前一季中，被赤蘭用大海消滅的詛咒魔域。而這也成為納達可汗誓言要向忍者們復仇的動機。

##### 這一季的真正主角是心急的阿光
雖然說忍者們是一起行動，但這一季的真正主角則是其中的雷忍者阿光，從最初登場起就一直迷戀赤蘭的他，一直很希望能得到赤蘭芳心。在前一季《Possessions》中，忍者們一度進入到初代旋風術大師的古墓，並藉由裡頭神秘的冰倒影，見到自己的未來。其中阿光就看到自己的未來是與赤蘭在一起，基於不確定的原因，自己臉上帶著獨眼面罩。
在這一季中，就是講述阿光過於急躁，想趕快實現那倒影。因此當他看到天空海盜鬧著他玩，丟給他一只獨眼龍眼罩，他也急著把它戴起來。然後在冒險過程中，又不斷接近赤蘭，反而造成赤蘭非常不自在。
劇中，阿光曾經在喃喃自語中，講出「真希望我不是出生在那垃圾場家庭的小孩，這樣我就能買給赤蘭任何她想要的物品」。結果被納達可汗扭曲意思，讓他得知原來他那經營回收場的父母只是收養他，他實際上是一個剛過世的明星演員之子，繼承父親手上的豪宅與財富。從這邊就知道阿光個應太急躁，講話常常不經大腦。然而，養子這部分，應該也在最後被倒轉回去就是了。

##### 赤蘭的心聲
面對阿光的追求，赤蘭表達心聲，她表示，阿光的追求讓她很不自在。雖然這兩人在第一二季曾有過曖昧關係，互相吸引，但中間曾因為阿剛的介入，讓赤蘭變得迷惘。
赤蘭坦言，長久以來，她一直被別人決定命運，從來沒有機會活出自己的路，而她不喜歡這感覺。這讓阿光感到很內疚，因為他一直相信當初看到的倒影，相信會與赤蘭成眷屬，但是否他也變成另一個決定赤蘭命運的人？或許阿光真的表現地太心急了。

##### 陽大師的廟宇卻還飄在空中......預告下一次故事？
在劇中，為了重新建造精靈國，納達可汗將忍者城的土地都傳送到空中，飄浮在上頭，當時擷取的土地，就有包含到楊大師 (Master Yang) 的鬧鬼寺。是的，就是在前一季中，忍者們習得飛天術 (Airjitzu)，還害阿剛變成鬼魂的地方，連陽大師那一塊地都被送到空中去。
但當一切被阿光的最後一個願望逆轉後，本來所有飄在天空的土地都回到地面上，唯獨陽大師的鬧鬼寺仍在空中飄。整季最後的結尾，就是陽大師奸詐的笑容，預告著他就是下一次忍者們將遭遇的對手。

### 小說《黑暗之島三部曲》「Dark island trilogy」
設定在第六季《天際飛行》之後的外傳故事，結合了第六季動畫中登場的角色，與第二季登場的黑暗之島。故事描述會使用黑魔法的克勞斯 (Clouse) 帶領沒有頭子的天空海盜們，在黑暗之島中挖掘暗物質，而忍者們與賞金獵人羅南 (Ronin)，就一同前往島上，一探究竟。

### 萬聖節特別篇「亡靈紀念日」「Day of the departed」(1 集)
緬懷已逝之人、珍惜健在之人的開場劇情，說到萬聖節，那麼主角當然是鬼，本次主要反派由身為幽靈的楊大師擔綱，藉著僅數千年一見的陰陽月蝕，楊大師策劃計謀讓眾人遺忘阿剛、將已逝的反派們召回現世對付忍者們、更企圖讓自己重返世間，只要穿過由陰陽月蝕之魔力開啟的「歸來孔」，鬼魂就能變回人被暫時召喚回現世附身在博物館「反派大廳」雕像上的反派幽靈們。
「亡者之境」（The Departed Realm），看來是詛咒魔域的幽靈「死」後會去的地方。忍者國的神秘面紗又揭開了一道。
眾反派各自挑了要算帳的對象，魔洛的目標理所當然是胡大師，但事情並不是你我想像的那樣，魔洛先前只是裝作要復仇，事實上是前來幫助忍者們的，而且他幫完忙之後就回博物館乖乖站好。
眾反派一一被忍者打敗了。這次大家終於拿了不同的武器。
彼拉又黑了，雖然上次暫時跟你們合作過，如今還是要找綠忍者尋仇
楊大師倒是白了，囚禁幽靈弟子們只因害怕被世人遺忘，阿剛點醒他已有飛天術傳世，楊大師良心發現，幫助阿剛抵達歸來孔，使其變回人類，但自己仍是鬼魂。在事件結束之後，楊大師的寺廟成了亡靈節聚會講鬼故事的好去處。

### 小說《彼拉的復仇》「Pythor's Revenge」
設定在特別篇《亡靈紀念日》事件的隔天，忍者們被要求到紀念日當天遭受嚴重破壞的歷史博物館幫忙善後，同時彼拉偷走了博格企業尚未公開的新產品的原型，而忍者們必須在彼拉將該新商品公諸於世前將其奪回來。

### 第七季「時光之力」「The Hands of Time」(10 集)
甚麼！吳大師竟然犯錯了？旋風忍者為拯救世界再次身陷險境。而且吳大師生命面臨重大考驗！新一季旋風忍者要應付敵人呢？

#### 主線劇情
旋風忍者來到第七季，這季的標題為「時光之力」，這回遭遇到的對手，令胡大師相當恐懼。能控制時間流動，就等於是能控制任何事物。
第七季劇情，講述一對曾是掌握「時間之力」的雙胞胎元素大師，跳脫時間漩渦，來到現代與忍者們還有吳大師打對臺。他們的最終目標，是要完成一台自由穿梭時空的「時光機器」，並藉由手上的時光之力，以及逆天、度日、止水、擲梭四把能控制時間流動的「時光之刃」征服整個忍者城。為了達到這目標，時間雙胞胎以當年曾大鬧忍者城的「巨蛇魔王」(The Great Devourer) 的蛇卵為對象，研發出一種新的突變蛇：Vermillion，這種蛇是一條一條的小蛇，卻能像細胞一樣，聚集在一起，變成強壯的個體。有時可以長成一個人的大小，有時甚至更大。時間雙胞胎就試圖以這些小蛇為武力，再加上時光機器，完成他們的大業。
除了新的對手外，第七季的劇情還有另一個很大的特點，就是終於要認真跟觀眾，好好介紹火忍者赤地 (Kai)，與水忍者赤蘭 (Nya) 的父母。這對兄妹是最早跟觀眾們見面的忍者，身世卻一直是最神秘。在前面六年的劇情發展中，漸漸得知他們父母各是火與水的元素大師，經營一間打鐵舖，還參戰過人蛇戰爭，但他們後來究竟去了哪？為什麼留下赤地與赤蘭就不見？直到這季才終於交代。
這季勞埃德肩負起帶領整個團隊的使命，但最終時間雙子成功回到過去。凱和妮雅用雙元素神龍衝進時光隧道阻止他們並拯救了吳大師，但最終吳大師為了拯救被時光之拳擊中的雷，並將凱和妮雅連同時空倒轉的時光之刃扔出隧道，自己和時間雙子留在隧道。

### 第八季「伽瑪當之子」「Sons of Garmadon」(10 集)
第八季的劇情設定在吳大師落入時間漩渦之後一年，忍者們都略有成長。當旋風忍者繼續尋找胡大師下落時，旋風忍者城中又出現一群自詡為「伽瑪當之子」的重機幫派，出沒在街頭上，在下水道或高速公路上狂奔。這些幫派成員是過去伽瑪當君王的狂熱信徒，打著已逝之「伽瑪當」的名號結隊，到處搜查三個「妖怪面具」(Oni Masks) 下落。試圖藉由竊取擁有魔力的鬼面具，利用「復活神廟」的法力，將伽瑪當君王復活起來。
作為旋風忍者一份子，學習全新旋風攻擊模式，阻擋他們四處破壞及找出背後的目的！

#### 主線劇情
第1集: 一個不知名的秘密組織，正逐步威脅皇室。旋風忍者被急召回皇室，除必須保護皇室及公主等各成員外，還必須保護一個惡靈面具。
第2集: 皇室遭受到伽瑪當之子組織襲擊後，旋風忍者發現惡靈面具被伽瑪當之子偷走。旋風忍者邀請晴美公主加入他們的忍者家庭。
第3集: 晴美公主已慢慢適應旋風忍者的生活。勞埃德和阿光繼續尋找關於三個面具的秘密，而阿剛及冰忍就加入伽瑪當之子的組織。
第4集: 為了成功滲入伽瑪當之子組織，冰忍化名為美洲豹蛇 (Snake Jaguar) 參加了一場致命電單車街頭比賽。
第5集: 冰忍被襲後一直處於昏迷，易先生迫使各旋風忍者逃到使命號。忍者們發現在冰忍的傳輸系統中，有可能會顯示沉默者的隱藏位置。
第6集: 當勞埃德和晴美尋找第三個面具的下落時，其他旋風忍者亦試圖修復使命號，並發現了驚人的事情。
第7集: 當勞埃德和晴美在復活神殿找尋最後一個面具時，旋風忍者不小心成為人質，而晴美公主亦揭露她的背後目的。
第8集: 旋風忍者呼籲旋風忍者城的警察，合力協助勞埃德阻止晴美公主的計劃 - 喚醒沉睡中的伽瑪當。
第9集: 正當旋風忍者以為他們又再一次拯救了旋風忍者城時，伽瑪當又再回來了！他釋放了晴美公主，而她鼓勵他必須征服「通往成功路上的絆腳石」… 他的兒子 - 勞埃德。
第10集: 伽瑪當君王創造了一個更大，更邪惡的巨人來協助他打敗旋風忍者以及統治旋風忍者城。

### 第九季「狩獵行動」「Hunted」(10 集)
當勞埃德及赤蘭在旋風忍者城奮力抵抗伽瑪當時，另一邊小胡及其他忍者卻被鐵男爵及捕龍軍團捉拿到另一國度。
今次，真的要考驗忍者之間的信任，對抗伽瑪當！

#### 主線劇情
第九季的劇情，將會接續在第八季後面，標題為「狩獵行動」(Hunted)，估計將會分成兩條支線來進行，在兩個支線中，忍者主角們，彷彿變成獵物一般，四處逃竄。
第一個要看到的支線，是忍者們與吳大師，一同掉落至「第一個國度」(First Realm)。總地來說，忍者們掉入異世界，這世界不但居住著元素之龍，而且還有全新的反派在裡頭。
整個異世界，架構在滾滾黃沙中，看似無盡的荒野，再加上各種用破銅爛鐵組裝起來的超誇張巨輪車輛，整個根本就是後啟示錄風格的路線，只是再混合樂高自家元素再裡頭。各種大型載具，有飛空型的飛行器，卻也有輪子很大顆的車輛。
在故事中，全新登場的反派被稱為「獵龍人」，專門狩獵這個國度中的元素之龍，並藉由牠們的元素之力來建造社會。最大的首領是一個身上有機械義肢，戴著禮貌與單邊眼鏡，好像是紳士的「鐵男爵」(Iron Baron)。當具有元素之力的忍者們掉入這世界，自然也成為獵龍人的目標。
而在這個世界中，獵龍人們使用一種名為「復仇石」(Vengestone)的石頭，可以讓忍者們的元素之力失效，並限制具有元素之力的生物的動作。而更可怕的是，只要他拿起石刀，就能把忍者們元素之力吸收起來，相當可怕。就連阿光都苦笑：「真是太好了，我還以為我們跌到谷底了呢。原來狀況可竟是更糟糕呢。」
獵龍人專狩獵這世界存有的元素之龍，將之俘虜，利用牠們的力量來當資源，建造自己的社會。
就如前面所說，第九季劇情將分兩條支線進行。第八季的反派「晴美公主」(Harumi) 因憎惡當年忍者們與巨蛇魔王的戰鬥，害她失去父母，所以重新召喚伽瑪當君王，一同統治這世界。果然，在伽瑪當、晴美還有重機幫派的淫威下，整個忍者城已變得殘破不堪。
四名忍者和胡大師被傳送到第一個國度中，而勞埃德不但留在原本的世界，還失去了自己的元素之力，變成平凡人。在同樣留在這世界的赤蘭 (Nya)，以及母親美沙子 (Misako)，以及凱樂 (Skylor) 和德瑞大師 (Dareth) 的幫助下，勞埃德不但要逃避伽瑪當的視線，還要號召民眾組織起來，反抗晴美和伽瑪當。
除了伽瑪當等人外，勞埃德還要面對另一個強大的敵人。在第八季最後，在伽瑪當的召喚下，一隻「鬼巨人」(Oni Titan) 在這個世界大搞破壞。
第2集: 阿剛和小胡試圖在捕龍團隊中拯救他們的朋友。另一邊廂，在旋風忍者城，勞埃德與一些老朋友團聚，並認為他們是對抗伽瑪當的可靠盟友。
第3集: 勞埃德必須將他的訊息透過電視廣播傳遞給隊友。與此同時，另一國度中的鐵男爵繼續帶著忍者們追捕逃走了的巨龍。
第4集: 當勞埃德和反叛者慶祝他們成功打擊伽瑪當時，其他忍者們成功對抗鐵男爵，並於捕龍獵人的魔掌中逃脫了！
第5集: 總部遭受到破壞，勞埃德不斷躱避以免被捕。與此同時，忍者被重金屬抓住了，但找到了一個非一般的盟友。
第6集: 由於勞埃德掩護她的真實身份而暴露了蜜絲婆婆 (Mystake) 的神秘面紗，伽瑪當將晴美公主視為他暗中的女兒。與此同時，小胡堅持信念，帶領朋友進入危險領土，希望能找到火焰巨龍的巢穴。
第7集: 勞埃德得到凱樂的幫助，消滅父親的力量，而忍者成功獲得到巨龍獵人所需要的東西。
第8集: 勞埃德和他的團隊計劃控制鬼巨人。與此同時，忍者再次落入鐵男爵的手中。
第9集: 當鐵男爵迫使小胡取回飛龍盔甲時，可幸地事情並沒有按計劃完成。在旋風忍者城，勞埃德只能一再等待忍者們的歸來。
第10集:旋風忍者最終聚集在一起並聯合起來阻止伽瑪當，為一心想消滅惡勢力，勞埃德做出一個改變忍者的重要決定。

### 微電影「旋風術道場傳說」Tales from the Monastery of Spinjitzu(6 集，每集長度3分鐘)
The weekend drill: 阿剛坐着鑽土機面對2個巨獸敵人，他有能力應付嗎？
元素騎士: 冰忍和赤地分別地駕駛着雙刄機車和冰雪機車對抗青毒族，又一次成功保衛旋風忍者之城！
藍色閃電: 胡大師和阿光正在研究壁畫時，卻發現蛇族的出現破壞！阿光駕駛暴風戰機迎戰！
武士X: 原來阿光和赤蘭日常相處活動就練武? 他們還很喜歡研究如何改裝武士X機械人，令機械人變得更有型，又具攻擊性！
忍術課: 胡大師在旋風忍者修道院教導忍師克服恐懼，才可成為更強的旋風忍者！
綠色與金色: 勞埃德心愛的超特四頭巨龍出現 ,勢要擊敗蛇族!

### 第十季「鬼族入侵」「March of the Oni」(4集)
鬼族的黑暗力量席卷了第一國度，菲斯來到忍者城求救，黑暗力量同時也以飛快的速度讓整個忍者城陷入黑暗。
忍者們全力抵抗無果，於是眾人前往監獄尋找伽瑪當，希望用鬼族打敗鬼族。
伽瑪當和勞埃德前往被黑暗吞噬的忍者城摧毀鬼族進入忍者國的通道——國度水晶，並遭遇鬼怪的首領歐米伽，雖成功摧毀穿越水晶但為時已晚，歐米伽仍成功召喚出鬼族大軍。在遭大軍追擊時，他們找到了第3季時黑暗之主融合黃金武器鑄造的黃金盔甲，並發現鬼族畏懼該盔甲的黃金之力。
其餘忍者則前往電視台營救困在高樓層的倖存者，卻於撤離時因赤蘭的操作失誤導致阿剛自命運賞金號的舷梯上摔落並墮入黑暗中；素素在關鍵時刻救下勞埃德和加滿都，回到命運賞金號。
加滿都也從忍者的互相關心中體會到了感情。一群人回到修道院，赤地將黃金盔甲融化並重鑄為原本的四件黃金武器，阿剛從黑暗中逃出。
於是阿剛、冰忍、赤地、阿光、赤蘭、素素、勞埃德、菲斯、加滿都以及吳大師一起抵抗進攻的鬼族大軍。
眾人齊心協力，但仍然無法打敗鬼怪。最後忍者們使用創世龍卷風，用創造的力量使所有的鬼怪消失，黑暗力量也消失了。最後阿光成功向赤蘭求婚，加滿都也離開了，不知所向。

#### 主線劇情
第1集: 隨著忍者城開始重建，菲斯帶來嚴重警告：鬼族已經歸來，並一一摧毀各個國度。忍者們必須作好準備，而勞埃德也要認真考慮為了打敗這個敵人，需要向另一個敵人求救的可能。
第2集: 忍者們將伽瑪當君王從牢房放出來之後陷入猶豫，尤其是勞埃德。伽瑪當和勞埃德進入黑雲之中，企圖阻止鬼族的入侵。
第3集:進入忍者城的鬼族比任何人預料的還要強，而忍者們必須冒險營救勞埃德和伽瑪當。僅管仍有一絲希望，但忍者們仍將付出慘痛代價。
第4集: 忍者們趕回忍術修道院，以此當最後據點。與鬼族的最後大戰終於開打，他們聯手使出的忍術是否能徹底打敗鬼族？還是會讓忍者們分崩離析？

### 第十一季「禁忌忍術的祕密」「Secrets of the forbidden spinjitzu」(30 集)(每集長度11分鐘)
沉浸在上次勝利的榮耀中的忍者一行人為了重新鍛鍊自己而深入沙漠中的金字塔裡探險，卻意外釋放了企圖利用禁忌忍術大肆破壞的邪惡烈焰毒蛇(Pyro Vipers)！忍者們爭奪禁術卷軸，阻止阿斯菲拉，戰鬥一觸即發。

#### 主線劇情（1-15集，火之章 Fire Chapter）
禁忌忍術卷軸已被祕密隱藏了數千年，但現在，原先被放逐的邪惡毒蛇女巫阿斯菲拉回來了，她渴望復仇，且準備再度將其魔爪伸向卷軸以奪回其力量。忍者們的能力、友誼、信仰和忠誠將面臨前所未有的考驗。

#### 主線劇情（16-30集，冰之章 Ice Chapter）
冰忍被邪惡的冰皇帝抓走了，忍者們展開了一場孤注一擲的救援行動，但若要再次見到他們的朋友，他們得先在擊退成群的暴雪武士以穿越「虛無之境」，一個從未有闖入者能成功歸來的國度。
第16集:終於來到「虛無之境」，到底冰忍是否真的如傳聞所說的被關在這裡？
第17集:冰皇帝得知了旋風忍者們的來臨並派出暴雪武士軍隊要擊倒他們以及掩護他們的村民們。
第18集:勞埃德與冰皇帝的暴雪武士發生衝突，但是被一隻奇怪的白狼救了出來......
第19集: 在旋風忍者城的監獄裡，紫外線與機械工得知了忍者們失蹤的消息並藉機越獄，在逃跑的過程中遇到了另一名自稱為「報喪鴿」(Fugi-Dove)的逃犯。
第20集:勞埃德和被其命名為「小紅」的白狼找到了被遺留在洞穴中的鈦機械人和來自冰忍的信息，為尋找冰忍之旅提供了線索......
第21集: 因為弄丟了旅人茶而感到內疚，阿剛開始對附近的山丘進行危險的探索，希望找到傳說中被一隻可怕的雪怪守衛著的旅行者之樹。
第22集: 阿剛在傳說中雪怪聚集的冰冷洞穴中醒來，試圖逃跑，卻發現一個令人驚訝的事實。
第23集: 冰皇帝召喚巨大的冰巨獸攻擊勞埃德和他的白狼朋友，就在此時，勞埃德發現了小紅的真面目。
第24集: 小紅揭露其真實身分為名叫秋田的變形族 族人，並自述其過去遭遇。
第25集: 冰皇帝的可怕冰龍再次前來，給冰漁村帶來了麻煩，迫使忍者們去尋找勞埃德......
第26集: 在旋風忍者城裡，胡大師和素素試圖找到前往虛無之境的方法，卻誤闖亡者之境並意外地釋放出於已於第五季中被摧毀的大魔王「魔魂者」。
第27集: 故事講述冰忍到達虛無之境的故事以及他是如何受到邪惡的維克斯的影響。
第28集: 在發現了冰忍的可怕真相之後，勞埃德發現自己被監禁並獨自困在冰皇帝的魔掌中。
第29集: 終極一戰，赤蘭、阿光、阿剛和赤地終須面對冰帝的可怕冰龍，而勞埃德和他的新盟友卡塔魯以及Grimfax則與冰皇帝本人正面對決。
第30集: 冰之章的戲劇性結局，老朋友團聚，友誼的力量對決禁忌忍術卷軸的腐敗力量......

### 「第一帝國」短篇「Prime Empire Original Shorts」
與第十二季的主線劇情有直接相關的短篇系列，共6集，每集3-4分鐘不等。
第1集: 赤蘭說服阿光陪她一起上舞蹈課，但很驚訝的發現阿光是個天生的舞者，而她不是。
第2集: 機械工帶著他升級過的麵條卡車搶完銀行後，成功躲開忍者們，逃逸無蹤。原來他的背後有一位神秘人物，幫助機械工升級各種機械道具，好成就自己未來的大業。
第3集: 介紹飆風50億賽車大賽的廣告中訪問到各選手的背景以及對他們而言，勝利的意義。訪問之中，阿光出現了。他想要阻止這場比賽，但是他話還沒說完，就被追捕他的紅衛兵發現。
第4集: 故事大綱: 遭到紅衛兵追捕的阿光，遇上一樣遭到追捕的史考特。他們與紅衛兵上演了一場激烈的飛車追逐。
第5集: 故事大綱: 一頭霧水的阿光跟史考特在第一帝國中遭到紅衛兵的追捕。
第6集: 故事大綱: 密爾頓設計的電玩遊戲「第一帝國」爆紅，忍者國電視台的蓋兒認為其中有疑之處，因此針對這個遊戲，進行了深度報導。

### 第十二季「全面進化」[5]「Prime Empire」
當古老的傳奇電玩遊戲「第一帝國」重現時，玩家開始消失。為了解開謎團，忍者進入了一個由神秘人物暗影至尊統治的危險數位世界。

#### 主線劇情
第1集: 在調查搶劫案時，忍者們無意間發現了《全盛帝國》這款傳奇性卻從未上市的街機遊戲突然出現並控制了旋風忍者城中的所有其他電玩遊戲……
第2集: 當旋風忍者將阿光的失踨與《全盛帝國》聯繫起來時，他們便前往戴爾島尋求遊戲設計師密爾頓·戴爾的答案。
第3集: 鈦特斯博·柏格發現了一個關於《全盛帝國》的驚人秘密，而忍者們則與帶領一批囚犯們逃獄的機械工進行了戰鬥，試圖達到第13級並親自進入遊戲。
第4集: 忍者們進入《全盛帝國》的電玩世界中尋找阿光，並發現自己的元素之力在電玩世界中無法使用。在遭到紅面罩攻擊時，一群打扮成阿光的玩家們現身並拯救了他們。
第5集: 在其中一個遊戲區中，一個名叫奧基諾的武士面臨一次信仰危機，因為他連續多次未能帶領主人取得勝利，這使他失去了所有希望-直到一些熟悉的忍者到來。
第6集: 為了阻止烏納加米，忍者們必須取得三把塔納之鑰。其中一把被藏在「不滿森林」-全盛帝國最危險的環境之一。
第7集: 忍者們在被紅面罩們追趕時，必須攀登「歇斯底里懸崖」。但他們得知了一個驚人的消息：烏納加米正在將玩家轉換為能量方塊，以便建造真理之門通往真實世界！
第8集: 在卡拉卡拉納內，奧基諾必須在幫助他的忍者盟友們或是服從他的主人烏納加米的邪惡指令兩者中作出抉擇。
第9集: 在成功獲得第一把塔納之鑰後，忍者們得知第二把塔納之匙只能透過在科技區贏得速路五十億競速大賽來取得。但由於沒有足夠的點數報名比賽，他們必須先想辦法賺取貼數。
第10集: 勞埃德前往賽道，希望藉由現場觀看以獲取更多關於這場殘酷比賽的資訊。在那裡，他遇到了一位可能持有勝利關鍵的賽車手。
第11集: 紅面罩們找到了斯考特的藏身處並對其發動攻擊，斯考特犧牲自己讓忍者們和7號車手逃離並及時抵達速路五十億競速大賽現場。被遊戲設定只會輸的7號車手能不能打破程式設定？
第12集: 在賽場上失去兩位同伴後，剩餘的忍者們可沒空為他們哀悼。他們進入全盛帝國的最後一個區域—卡拉多米納區，在那裡，烏納加米告訴他們其中一人必須面對其生平中最畏懼的對手。勞埃德被選中，而他的對手竟是晴美？！
第13集: 冰忍和碧素造訪密爾頓的一位故友，後者指引他們到一處從前密爾頓經常前往的電子遊樂場。兩人前往該處尋找密爾頓，但卻碰上了麥格力，冰忍遭到綁架，而最終素素成功找到了密爾頓，卻發現事實並非一如他們的推測。
第14集: 麥格力的手下捉走胡大師並將他帶到麥格力工的倉庫。麥格力以其作為人質迫使冰忍交出全盛帝國主機板以開啟傳送門。與此同時，碧素詢問密爾頓該如何關閉全盛帝國。
第15集: 阿光與赤蘭成功扺達第一帝國的最終關卡—帝國瘋狂神廟，但赤蘭替阿光擋下了蘇西米的攻擊並失去了最後一條生命。阿光必須在決戰中獨自對抗烏納加米，然而烏納加米此刻亦正經歷著面對自己身分真相的重大考驗。
第16集: 烏納加米進入現實世界並攻陷旋風忍者城，而阿光、冰忍和碧素試圖讓它與它的創造者密爾頓·戴爾團聚以阻止災難發生。

### 第十三季「勝利之路的抉擇」「Master of the Mountain」[6]
忍者們受邀到美麗的慎太郎 (Shintaro)王國來慶祝年輕的范妮亞公主 (Princess Vania)的生日。乍看之下，象牙之城 (Ivory City)看似是個純樸的地方，但忍者們隨即發現了一個陰暗、隱密、被人們長期遺忘的下層世界：慎太郎地下城 (Dungeons of Shintaro)。一旦進入內部，他們必須在由無情的骷髏巫士 (Skull Sorcerer)統治著、充斥著危險又奇特的生物的迷宮般的地道中為自由而戰。忍者們必須明智地選擇自己的道路⋯⋯

#### 主線劇情
第1集：忍者們被邀請去一個神秘的國度參加公主的生日。他們整裝出發，卻在途中遭到慎太郎周圍山中的肉食動物萬惡蝠(Dire Bats)攻擊，並被由海默率領的護衛軍及時救出。

第2集：忍者們抵達慎太郎王國並接受范吉利斯國王以及范妮亞公主的歡迎。阿剛撞見一位戴著他母親項鏈的格克族，並在范妮亞公主的帶領下進入山中的隧道尋找線索，從而發現了由邪惡的骷髏巫士控制的礦場。

第3集：阿剛被骷髏巫士囚禁，同時范妮亞公主趕回地面告知忍者們與父親。忍者們立刻趕往營救阿剛。

第4集：忍者們得知格克族與莫安斯族的對立起因於雙方都認為對方偷走並獨占了兩把由一位被格克族稱為「吉利」(Gilly)的英雄分別贈與雙方的解救之刀。

第5集：在與其餘忍者們走散後，赤蘭、阿光與勞埃德被莫安斯族人莫特帶至他們的家園並介紹給莫安斯女王莫特沙，後者隨即愛上了阿光。在得知赤蘭已是阿光的伴侶後，女王向赤蘭發起挑戰以決定誰配得上阿光。

第6集：赤地與冰忍遇到一群格克族，後者誤認兩人為骷髏巫士的手下而將他們逮捕並送至格克族洞穴裏的法庭。在那裡，格克族首領格奇決定交由野獸「麥諾」(Mino)審判他們是否有罪。

第7集：阿剛為躲避一群萬惡蝠的圍攻而逃進充滿巨大蜘蛛的洞穴裡，幸好被范妮亞公主與她的寵物龍喬比(Chompy)及時解救。兩人逃回地面並告知范吉利斯國王關於骷髏巫士之事，但後者揭露了他自己正是骷髏巫士。

第8集：國王開啟密道使阿剛與胡大師墜落其中，范妮亞公主也追了進去，國王將此事嫁禍給喬比並令侍衛將其拿下。三人渡過了許多危機並抵達地底最深處名為岩石之底(Rock Bottom)的洞穴。在那裡，他們遇到了另外三位自稱為地底族(the Lowly)的人。

第9集：地底族告訴三人他們過去所發生的事情以及被放逐至此的原因。

第10集：阿剛帶領一行人尋找離開岩石之底的出路。

第11集：其餘忍者們分別說服格克和莫安斯兩族進行停戰協議。骷髏巫士得知此事後使用哈薩杜爾的顱骨將災難之龍復活。

第12集：阿剛一行人抵達一座古老的神殿，並於其中發現一臺岩石機甲以及關於阿剛的母親—莉莉使用旋風爆擊術擊敗災難之龍的壁畫。

第13集：由於巨龍加夫的到來，旋風忍者，蒙斯和吉克爾人在吉克爾強洞穴避難。但是，蒙斯和吉克爾之間的痛苦仇恨卻令他們不得不分開，就在最需要團結的時候即將要面對骷髏魔法師和巨龍加夫！

第14集：阿剛、「卑鄙的人」、凡妮雅公主和胡師父發現石頭機械是由大地元素產生出來的，並將其附加到礦車上，試圖衝出山頂與邪惡的骷髏魔法師對抗！

第15集：阿剛和烏普利到達骷髏魔法師的住所，希望能拯救勞埃德和其他忍者。但是，為了做到這一點，阿剛需要找回母親寓言中的寶劍，即解脫之刃，這些實劍藏在城堡的某個地方！

第16集：申塔羅的命運之戰結束了！

### 特輯「神秘島嶼」「The Island」
由美莎子、胡大師和克勞奇鮑爾斯率領的探險隊不見了！在如此多的危險之下，忍者開始了對一個充滿驚奇的神秘而未知的島嶼進行救援任務。

### 第十四季「航向大海」「Seabound」
忍者們離開神秘島後不久，赤蘭發現她的水元素之力漸漸地不受控制。為了調查水元素之力失控的原因，忍者們以及赤蘭的母親瑪雅一起搭乘潛水艦「水力使命號」前往深海一探究竟，卻無意闖入了水下五千英尋的無盡大海神殿。在那裡，他們發現了位在深海的「梅洛比安王國」。這個王國被崔瑪國王領導著，所有居民在那裡的生活無憂無慮，過得非常幸福。但是崔瑪的兒子柯瑪卻內心邪惡，他決定用護身符來喚醒海上巨獸「沃吉拉」，來侵略陸地上的世界。柯瑪為了自己的野心，殺死了他的爸爸並嫁禍給忍者們，並且找到了護身符，喚醒了沃吉拉，向忍者城進攻。忍者城淪陷，已經被淹的不像樣子，居民們的處境十分危險。就在這時，赤蘭為了大家，不顧一切與海洋融為了一體，最終與大家齊心協力打敗了柯瑪並消滅了沃吉拉。最後，赤蘭壯烈犧牲，化成了海水。

#### 支線劇情

##### 梅洛比安人是這個國度的原住民
初代旋風忍術大師自起始國度移居過來之前，梅洛比安人就已經居住於此，當時在的世界是無盡海洋，由「沃吉拉」所支配。初代旋風忍術大師在梅洛比安人的協助下打敗沃吉拉，並創造了忍者國。

##### 風和水元素並非起始元素
初代旋風忍術大師留下的卷軸記載了他如何修習並精通了所有的元素之力，除了風和水元素，因為這兩種元素力並不屬於初代旋風忍術大師，而是屬於「沃吉拉」，這兩種元素之力，恰好與沃吉拉頭上的兩種元素護身符相應。

### 第十五季「水晶王國」「Crystalized」
忍者們因赤蘭的離開而各自消沉並另尋他職，旋風忍者城現由市長指派的新忍者們接管忍者們的位置。直到忍者們想出利用阿斯菲拉及其長刀的能力消除掉赤蘭的元素力量，這樣一來赤蘭便能從海水變回人類。忍者們的計畫成功，赤蘭變回了人類回到大家身旁，但忍者們也因幫助阿斯菲拉越獄而遭判刑。與此同時，神秘的「水晶國王」正組建由惡棍們組成的水晶議會，成員包括阿斯菲拉、彼拉、凡吉利斯和F先生（E先生的新型號）。忍者們在化身X武士的赤蘭拯救而逃獄，重返旋風忍者城尋找企圖加入水晶議會的機械工，但機械工從忍者們的手中逃脫，導致偽裝成機械工潛入議會的勞埃德曝露身分，同時揭曉協助水晶國王招募議會成員的神祕面具人是晴美。晴美欺騙勞埃德循線而來的四位忍者們已遭殺害並試圖說服其加入水晶議會，與此同時其餘議會成員攻陷旋風忍術道場並利用奪來的黃金武器召喚出水晶國王的實體，後者賦予其手下水晶力量並將議會所在的鬼怪神廟化為漂浮的水晶島朝著旋風忍者城逐漸逼近；失去道場的忍者一行人以武士X基地做為臨時據點重振旗鼓並隨後與成功逃出水晶島的勞埃德會合。吳大師與勞埃德找到隱居城內的伽瑪當，並發覺伽瑪當父子的鬼怪形體可能是擊退復仇石大軍的重要關鍵。

## 角色

### 正面

#### Ninjago的創造者
- 初代旋風術大師（First Spinjitzu Master）

配音（英）：吉姆·康拉德
旋風術以及忍者國裡一切的創造者，也是伽瑪當和胡大師的父親，美沙子的岳父和勞埃德的祖父。在鬼與龍之國度中出生，由於不願意選擇陣營而放棄了原來的世界，轉而來到一個僅有一片汪洋且由沃吉拉統治著的國度，與原先居住於當地的梅洛比亞人及守護者族合力擊敗沃吉拉後使用黃金武器在汪洋中創造出一片土地，即為現今的忍者國。

#### 主角群／忍者
- 勞埃德·蒙哥馬利·伽瑪當／綠忍者／黃金忍者（Lloyd Montgomery Garmadon/Green Ninja/Golden Ninja）

配音（英）：吉莉安·麥可（第一至七季）；山姆·文森（第八季至今）
配音（中）：黃珽筠 （第一至十六季) ; 鍾少庭 （第十七季至今）
配音（港）：陳仕文→張振聲（第十一季至今）
擁有一頭白金色的頭髮，伽瑪當和美沙子的兒子、胡大師的侄子暨初代旋風大師的孫子。個性強硬、叛逆，喜歡吃糖。父親被送往地下世界後，孤獨的他被送到寄宿學校，但卻遭到退學，後來就獨自一人到其他村子作亂、要求交出糖果。後因被忍者們阻撓而開始四處拉攏蛇族，但都被欺騙。最後被帶到了胡大師和忍者們的身邊，成為了伙伴。從蛇怪手中救回後被眾人得知自己就是傳說能控制四種元素的綠忍者。在「時光倒流」一集中，因明日茶的影響變成了和四位忍者們年紀相當的大人，個性也變得成熟穩重而且十分聰明，但對於自己身為綠忍者仍感到沒有自信。在光明神殿中，獲得了終極旋風忍者（黃金忍者）之力量。第三季時，喪失了大半黃金力量並將剩餘的力量讓忍者們恢復元素之力。第五季時，中了來自被詛咒的國度的摩羅的陷阱而被其附身，被附身後的他同時掌控風及能量兩種元素。同時風的元素令其他忍者失去了自己的屬性力量。最終在第五季尾聲得救。在第八季对晴美公主产生爱慕，但反遭晴美利用以使父親伽瑪當的黑暗面復活。在第九季打败伽瑪當並得知鬼族将会来临的预兆。在第十季和忍者们、伽瑪當以及胡大師一起使用創世龍卷風抵擋鬼族大軍時遭龍捲風捲起的道場大門殘骸擊中而陷入昏迷，其意識則被初代旋風術大師召喚至亡者之境，但最終拒絕初代旋風術大師的邀請而回到忍者國。在第十一季冰之章劇情獨自去尋找冰忍的途中被一隻神秘的白狼救了出來，並幫牠取了一個名字叫小紅，但在得知「小紅」其實是變形族人秋田後因聯想起被晴美背叛的經歷而對其極不信任。
- 赤地／紅忍者（Kai/Red Ninja）

配音（英）：文森·童
配音（中）：蔣鐵城 （第一至十六季) ; 鈕凱暘 （第十七季至今）
配音（港）：陳旭恆→張振熙
紅色的火系忍者。繼承了父親的火元素之力。身為鐵匠的父親和胡大師是朋友。左眉有道短缺痕，個性倔強、輕浮、急性子、愛出風頭，時常練習打造武器，愛把妹。討厭高科技，不會溜冰和游泳。胡大師發現他時，他和妹妹赤蘭經營著一家武器店，直到她被伽瑪當的手下捉走。四名忍者中最晚加入的和最先得知赤蘭是「X武士」的人。一直認為自己就是綠忍者，卻一直發揮不了自己的潛力，直到發現自己成為忍者的真正目的是為了保護勞埃德後便釋放出自己最大的潛力。在光明神殿中，激發了體內的火之元素力。第四季時，喜歡上了凱樂。第五季時，答應要守護失去父親的勞埃德，即使不會游泳仍為了救勞埃德而跳到湍急的水中，是忍者中很有領導能力的人。在第七季時，發現他的爸爸和媽媽沒有死亡。在第十一季火之章被阿斯菲拉奪走了火元素力量，在冰之章的結尾火元素力量完全恢復，並且擊敗了冰皇帝所召喚的冰龍。
- 冰忍·朱利安／白忍者／鈦金屬忍者／冰帝（Zane Julien/White Ninja/Titanium Ninja/Ice Emperor）

配音（英）：布蘭德·米勒
配音（中）：于正昌 （第一至十六季) ;
配音（港）：杜景煜（第十一季至今）
白色的冰系忍者。較聰明的忍者，個性跟其他忍者比起來較穩重，能讀取各種語言或符號。相當會作菜，笑點和其他人不同，且與人合不了群。胡大師發現他時，他正在冰凍的湖面下沉思。真實身分是一個機器人，在發明者父親過去後被關掉了記憶開關，有著一隻機器鷹夥伴，在恢復記憶後為了保護同伴發揮了自己最大的潛力。在光明神殿中，激發了體內的冰之元素力。第三季時與素素相戀。當季尾聲，吸收黑暗之主的黃金力量與其同歸於盡，之後將自己的意識下載到博格的網路電腦中重建身軀，並於第四季時，成為鈦合金忍者。第十一季后半被阿斯菲拉放逐到虛無之境，被傳送至虛無之境後便致力於修復破損的鈦機械人，正當他進行重新啟動的最後一個步驟時，被維克斯從後方拔下了插頭，導致其記憶遭到抹去，并被其洗腦成為反派—冰封國度的國王並持有禁術卷軸，力量強大致把虛無之境變成了冰封國度，後被維克斯利用以對付變形族人。季末時因維克斯即將刺殺勞埃德之際不經意說出的一句話觸動其內心而恢復記憶，將卷軸摧毀後變回原本的冰忍。
- 阿剛／黑忍者（Cole/Black Ninja）

配音（英）：柯比·摩羅（第一至十四季）→安德魯·法蘭西斯（第十五季至今）
配音（中）：何志威
配音（港）：翁兆德
黑色的土系忍者。是著名皇家鐵匠樂隊的兒子。個性頑固、英勇、貪吃，力氣很大，但會暈船，一開始很怕龍，但適應後是四人中對自己的龍最好的一個。胡大師發現他時，他正在攀爬忍者世界的最高山峰。因為不想繼承父親的事業而離家出走成為忍者，並騙他說去就讀奧本海默藝術學校。在與父親和解後發揮了自己最大的潛力，擁有金鋼不壞的身軀。在光明神殿中，激發了體內的土之元素力。第三季時被愛情配偶機編為跟赤蘭一對。第四季時，和赤蘭產生情愫而與阿光相互爭執，後來和好。第五季時變成了鬼魂，因而可以穿牆與附身，到了第六季甚至學會了隱形，但碰到水就會消失。特別篇《亡靈紀念日》中變回人類。
- 阿光·沃克／藍忍者／阿光·高登（Jay Walker/Blue Ninja/ Jay Gordon）

配音（英）：麥可·亞當思韋特
配音（中）：劉傑 （第一至十六季) ;
配音（港）：潘昀雋
藍色的電系忍者。第一個來學習旋風術的忍者。右眉毛有道傷疤，幽默風趣又搞笑，容易吃醋，和領養父母一樣話多。一個發明家，胡大師發現他時，他正在測試一雙人造翅膀。不喜歡向人說家中經營著廢鐵廠，但後來釋懷。一見面就喜歡上赤蘭，在獲得她的認同後發揮了自己最大的潛力。在光明神殿中，激發了體內的電之元素力。第三季時，與阿剛成為相爭赤蘭的情敵，後來和好。第六季最後與赤蘭在一起。第六季中透露他是艾德和艾德娜的養子，親生父親是飾演費茲唐納根(他的偶像)的演員克里夫高登。
- 赤蘭／X武士／水系忍者（Nya/Samurai X/Water Ninja）

另譯：妮雅
配音（英）：凱莉·梅茲格
配音（中）：林美秀 （第一至十六季) ;
配音（港）：何凱怡
赤地的妹妹。個性勇敢和聰明但也害怕失敗及討厭被當人質，擅長修理、研發武器。在赤地成為忍者後也想和他一樣因此開始接受訓練。後來化名為「X武士」並穿戴著盔甲和大型機甲私下幫助忍者們，其身份後來被揭穿。經過博格的分析器和素素的計算，事實上適合的對象是阿剛。成為水系忍者後，很少在使用「X武士」出來作戰。第五季時為了對抗鬼魂而被告知從母親那繼承了水元素力並接受了訓練成為水系忍者，之後便不再以「X武士」的身份行動。第六季最後與阿光在一起。第十一季冰之章中於索拉的指導下學會了操控水的另一種形式—冰。第十四季結尾為了擊敗沃吉拉而與大海合而為一，之後離開忍者團隊並隱居於深海中。直到最終季眾忍者用阿斯菲拉的長刀消除她的水元素力量才令她從海水變回人類。

##### 忍者們的家人
- 胡大師（Master Wu/Sensei）

另譯：吳大師（第七季起）
配音（英）：保羅·多布森
配音（港）：黃啟明（第十一季至第十二季）
首位忍者的師父和領導者，同時也是初代旋風大師的小兒子。喜歡喝茶。個性嚴謹有禮，不斷地勉勵和執導忍者們。他有一本日記（即旋风忍術之書）寫著他從多年經驗中學到的經驗教訓，教他的學生忍者之道和旋风忍术。使用的元素力量为创造，對於兄長伽瑪當變得邪惡而感到有些自責。曾被黑暗岛主改造成機械胡大師，且曾有一個非常想當綠忍者但最後被轉成反派的徒弟。在第七季因被時光之刃擊中導致壽命縮短，第七季尾聲和時間雙子一起迷失在時空渦旋之中，後來成功逃出，但由於先前時光之刃的作用而退化為嬰兒狀態。第八季時被阿剛於伽瑪當之子基地內發現並帶回，因其喜愛喝茶的癖好而被忍者們認出。第九季時迅速長大，並於季末時變回原本的老人形貌。在第十一季火之章劇情中透露自己在小時候跟阿斯菲拉認識對方，並曾教她旋風忍術
- 美沙子·伽瑪當（Misako Garmadon）

配音（英）：凱薩琳·巴爾
勞埃德的母親和伽瑪當大師的妻子，博物館學者。在離開後將勞埃德放在寄宿學校，自己專心尋找關於最後一戰的線索，在第13季的第一集再次出現。
- 愛德華與艾德娜·沃克（Ed and Edna Walker）

配音（英）：科林·默多克和吉莉安·麥可
阿光的發明家養父母。經營著廢鐵廠，話很多。
- 朱利安博士／修補匠（Dr. Julien/The Tinkerer）

配音（英）：馬克·奧利佛
冰忍的科學家父親兼發明家。從第3季一開始博格對冰忍的慰問得知已過世。
- 回音冰忍（Echo Zane）

配音（英）：布蘭德·米勒
回音冰忍是使用冰忍藍圖建造的機械忍者。他的外表與冰忍相似，但看起來很骯髒。和使用電子核心的冰忍不同，他用發條作為電源。僅管他不如冰忍那麼聰明，但他的忠誠度和友誼不亞於他的鈦金屬兄弟。
- 獵鷹（Falcon）

獵鷹最初看似是一隻單純的鳥，但很快與冰忍形成了一種連結，不久後被揭露為一個由朱利安博士建造用以陪伴冰忍的機器鳥。在此之後，它成為了忍者的夥伴，作為冰忍的寵物兼遠距偵察兵。在第五季時為了與冰忍的新樣貌，獵鷹也被更新成了閃亮的鈦合金外觀。
- 洛烏（Lou）

配音（英）：柯比·摩羅
阿剛的父親，著名的前皇家鐵匠樂隊成員。
- 雷（Ray）與瑪雅（Maya）

配音（英）：文森·童與吉莉安·麥可
前任火系與水系元素大師，赤地和赤蘭的父母。夫妻倆在人蛇戰爭中與其他元素大師並肩戰鬥，並分別親自將Anacondrai部落與Venomari封印在各自的墳墓內。戰爭結束後，時間大師背叛了元素聯盟，雷和瑪雅和其他大師一起對抗，但仍無法打敗他們。然而，吳想出一個方法，並要求執行一項重要職責。憑藉他們的鐵匠技能和對火和水的威力，利用Chronosteel製造了四把時光之刃，用來在時間雙子被放逐到時空旋渦中之前削弱他們的元素之力，其後誔下赤地、赤蘭。與此同時結交逃出時空旋渦並化名為Dr. Sander Saunders的克魯克斯卻被威脅他們若不為他的軍隊製造車輛、裝甲和武器，就會傷害他們子女而沒有其他選擇，居住在Vermillion Swamps的一家鐵匠鋪，為Vermillion軍隊製造數千件物件。多年以後，赤地、赤蘭了解到他們的父母的遭遇，並與他們團聚。夫妻倆向他們的孩子們道歉，很高興在這麼久以後還能見到他們，但隨後意識到他們的孩子現在被迫幫助時間雙子收集時光之刃，而他們有能力找到時間雙子開發的時光之刃。瑪雅和雷告訴他們忘記了他們，但仍被當作人質使用，以確保兩個忍者合作。後來雷被其中一個刀刃擊中，並開始迅速老化。當赤地和赤蘭回到過去幫助胡大師打敗時間雙子時，雷得救了。
- 莉莉（Lilly）

配音（英）：艾琳·馬修斯
阿剛的母親，前任大地系元素大師，數十年前來到慎太郎山中擊敗了當地的災難之龍(Grief-Bringer)，並將持有之兩把解救之刀(Blades of Deliverance)分別贈予當地居民格克族與莫安斯族，被後兩者視為英雄，然而其名字在兩族中分別被誤傳為「吉利」(Gilly)與「莫伊利」(Milly)。已於阿剛成為忍者前不久過世。

#### 其他元素大師
- 雅各（Jacob）

配音（英）：保羅·多布森
聲音大師，可利用周遭的聲音來分辨人事物位置。一個爆炸头的强劲視障。第四季中期因逃亡失敗而被克勞斯的寵物吃掉。但第四季第八集片尾透露他沒死。
- 葛芬透那( Griffin Turner)

配音（英）：小多隆·貝爾
配音（中）：于正昌
速度大師，所有元素大師中速度最快的。是語速快，友善的傢伙。曾被阿光批評：速度又不是元素！於第六季和其他參加元素擂台賽的元素大師囚禁在地精之刃但最後有幸阿光幫助而被釋放，於第九季和影、光、毒、心智、鋼鐵、琥珀大師協助對抗伽瑪當之子的赤蘭和勞埃德。
- 阿重(Gravis)

配音（英）：馬克·奧利佛
重力大師，可以抵抗地心引力來讓東西漂浮。被葛分透納打敗。
- 毒妮卡(Tox)

配音（英）：伊恩·詹姆士·柯瑞特（第四季）、瑪姬·布魯·奧哈拉（第九季）
毒大師，可放毒气。角色原型為樂高超級特務(Ultra Agents)系列中反派角色「Toxikita」。
- 卡洛夫(Karlof)

配音（英）：史考特·麥卡尼
鋼鐵大師，可將自己變成巨大的鋼鐵巨人。第一個輸掉元素比賽的元素大師，但協助阿剛及其他元素大师逃獄，第七季時被艾克尼斯與克魯克斯抓走去當鐵匠。
- 艾許(Ash)

配音（英）：布蘭德·米勒
煙霧大師，可將自己變成一團煙霧來躲避攻擊，为人就像上升的煙霧所形成的模式一樣神秘而難以預測。被赤地打敗而淘汰。
- 卡蜜爾(Chamille)

配音（英）：瑪莉克·亨德里克瑟
形状大師，可偽裝成任何人。在溜冰大賽輸給綠忍者淘汰。
- 影子(Shade)

配音（英）：安德魯·法蘭西斯
影子大師，可以把自己影藏在影子中來偷襲或逃跑。因为是不信任任何人的獨狼而曾被許多元素大師懷疑是陳大師的臥底。
- 隱形人(Paleman)

配音（英）：柯比·摩羅
配音（中）：蔣鐵城
光大師，可控制他周圍的光線使自己隱形來偷襲或逃跑。角色原型為樂高超級特務(Ultra Agents)系列中反派角色「Invizable」。
- 柳若(Neuro)

配音（英）：保羅·多布森
配音（中）：周寧
心智大師，可以利用讀心術來瞭解他人的想法，也使他成為了一個很谨慎的人。曾读劳埃德的心而得知卡洛夫的下场所以和忍者结盟。
- 柏洛博(Bolobo)

配音（英）：麥可·亞當斯韋特
自然大師，可自由操縱植物。是一個快樂的戰士。

#### 忍者盟友

##### 博格企業
- 賽勒斯·博格博士／終結機器（Dr. Cyrus Borg／OverBorg）

配音（英）：李·托克卡
博格公司的所有者，雙腳天生殘疾。在黑暗之主被勞埃德擊敗後利用高科技重建旋風忍者城，數次遭困於網路的黑暗之主改造。
- 初級互動式X-外部人型助理/霹素／二代X武士（Primary Interactive X-ternal Assistant Life Form / P.I.X.A.L. / Samurai X II)

配音（英）：詹妮佛·海沃德
博格公司機器人，賽勒斯·博格的助理。在脫離黑暗之主的控制後與冰忍相戀。當忍者們切除新忍者城的電源後，靠冰忍給的一半的能量重生。第四季時被陳大師報廢之後其系統被內建於冰忍的頭腦中，在第八季揭露自己的身份就是二代X武士。

##### 永不領地居民
- 索拉（Sorla）

配音（英）：派翠西亞·德雷克
大湖村的村長，在忍者們抵達永不領地後幫助他們適應當地環境並指引他們前往冰城堡的方向。
- 波馬（Boma）

配音（英）：山姆·文森特
大湖村的村民，經常和烏塔德一起。
- 烏塔德（Uthaug）

配音（英）：童文森
大湖村的村民，經常和波馬一起。
- 克拉格（Krag）

配音（英）：布瑞恩·德拉蒙德
住在大湖村附近高山上的雪怪，傳說中負責守護旅人樹的怪物。
- 秋田（Akita）

配音（英）：塔碧莎·卓曼
配音（港）：？
在第十一季冰之章中登場的關鍵角色，初登場時是一隻有著白色毛皮與三條紅色尾巴的狼的樣貌，與勞埃德相遇並成為了他的盟友，之後被勞埃德命名為「小紅」(Red)。後期表露出人類型態，透露自己的身份是變形族人，最後在道別時親吻了勞埃德的臉頰，並相信他們以後還會再見面。
- 卡塔魯（Kataru）

配音（英）：科爾·霍華德
配音（港）：杜景煜
在第十一季冰之章中登場，變形族人，秋田的雙胞胎哥哥，能夠變成一隻棕熊。多年前於冰皇帝和維克斯將變形族村莊冰封時為拯救秋田而被捉走並被囚禁在城堡裏，因而成為秋田向冰皇帝復仇的動機。

##### 浩瀚企業
- 密爾頓·戴爾（Milton Dyer）

配音（英）：馬克·希爾雷斯
浩瀚企業的前任老闆，電子遊戲產業界的傳奇人物，設計了許多經典電子遊戲，如第十一季中登場的《熔岩殭屍》（Lava Zombies）以及第十二季中的《第一帝國》（Prime Empire）等，於三十年前《第一帝國》原訂公開日的前一天莫名失蹤。後來揭露當史考特消失後認為《第一帝國》有危險而將遊戲關閉；季末說服暗影至尊停手並和自己一起離開。
- 鮑伯（Bob the Intern）

配音（英）：科林·默多克
密爾頓的助理。

##### 電玩世界居民
- 史考特（Scott）

配音（英）：亞德里安·派崔沃
第12季及其前導短篇中登場，三十年前被密爾頓邀請試玩《第一帝國》電玩，成為第一個進入電玩世界的玩家，也是唯一知道暗影至尊真實身分的玩家。在阿光進入電玩世界後與他相遇並帶領他抵達其基地，以保守秘密為交換條件替阿光聯盟製造並維修車輛與武器。
- 阿光聯盟（League of Jays）

由一群崇拜阿光的玩家組成的聯盟，成員多打扮成以阿光以前的服裝造型。
- 沖野（Okino）

配音（英）：亞歷山卓·朱利安尼
非玩家角色，負責在卡拉納區協助玩家們達成任務，但因許多玩家失敗而自卑。在不顧暗影至尊的阻止讓忍者們成功取得第一把塔納之鑰後放棄自己的職位並踏上自己的旅程。
- 滑頭（Shifty）

配音（英）：亞歷山卓·朱利安尼
非玩家角色，在卡拉納區的歇斯底里懸崖下開設店鋪販賣裝備給玩家。
- 7號車手（Racer Seven）

配音（英）：香儂·陳肯特
配音（港）：黃可瑩
非玩家角色，飆風五十億大賽中的頂尖賽車手，一直希望能憑著自己的力量贏得塔納之鑰，但因被編程為總是會在賽道的同個路段出局而無法如願。後來在勞埃德的邀請下決定與忍者們合作組隊參賽，最後成功克服編程設定而贏得比賽。

##### 慎太郎王國
- 范妮亞公主（Princess Vania）

配音（英）：莎布里娜·皮特爾
王國公主，養有一隻名為喬比（Chompy）的小龍。相當欣賞阿剛，並不顧父親的反對而幫助忍者們對抗骷髏巫士。
- 海默（Hailmar）

配音（英）：布瑞恩·德拉蒙德
王國大臣。
- 喬比（Chompy）

范妮亞公主的宠物，脊背龍。
- 莫特莎女王（Queen Murtessa）

配音（英）：塔碧莎·卓曼
莫安斯族女王，因喜歡阿光而向赤蘭發起挑戰，但最後被後者擊敗。
- 莫特（Murt）

配音（英）：麥可·亞當斯韋特
被骷髏巫士當作奴隸的莫安斯族戰士之一。
- 格奇（Chancellor Gulch）

配音（英）：安德魯·麥可尼
格克族的長官，也是會議的主持人。
- 格列克（Gleck）

配音（英）：布瑞恩·德拉蒙德
配音（港）：竺諺鴻
格克族的成員之一，因不明原因持有阿剛母親的項鍊。
- 普朗達（Plundar）

配音（英）：亞當·特拉斯克
地底人，專業竊賊，做任何事之前習慣擲骰子決定是否執行。
- 芬格斯（Fungus）

配音（英）：伊恩·詹姆士·柯瑞特
地底人，魔術師，能從帽子施展各種法術。
- 克格恩（Korgran）

配音（英）：保羅·多布森
地底人一位戰士，總是用第三人稱說話，認為自己的斧頭會說話。

##### 護身符的守護者 （Keepers of the Amulet
- 瑪瑪特斯酋長（Chief Mammatus）

配音員（英）：保羅·多布森
島嶼的酋長，守護者的領袖，他和他的族人們世代背負著守護風暴護身符的神聖使命。如果風暴護身符從他的小島上消失，則會對島嶼引來大災難（沃吉拉甦醒）。起初認為忍者們是前來偷竊護身符而囚禁他們，並將阿光當作沃吉拉的祭品；在得知沃吉拉是羅南所為後，向忍者們致歉。
- 保羅艾力（PoulErik)

配音員（英）：布瑞恩·德拉蒙德（頭1）、文森·童（頭2）
守護者族人之一，有兩顆頭。

##### 梅洛比安王國（Merlopian）
- 崔瑪國王（King Trimaar）

配音員（英）：羅恩·哈爾德
梅洛比安王國的國王。
- 班索瑪（Benthomaar）

配音員（英）：科爾·霍華德
崔瑪國王的養子。在得知崔瑪國王的死因後決定幫助忍者們一起對抗柯瑪。
- 妮雅德（Nyad）

配音員（英）：安卓亞·李柏曼
梅洛比安籍的初代水元素大師，據說能與魚類溝通、控制鯨魚甚至騎在鯨魚背上。數千年前參與初代旋風術大師推翻沃吉拉統治的戰鬥，當眾人皆遭擊敗時犧牲自己與大海合而為一，藉由大海的力量取下沃吉拉額頭的兩枚護身符使其陷入沉睡，結束戰爭，但隨即消失無蹤。之後一直以靈體形式於大海深處遨遊，第十五季初與同樣選擇與大海合一的末代水元素大師赤蘭相遇，然而已完全失去犧牲前的記憶。

##### 忍者國電視台
- 蓋兒·八卦（Gayle Gossip）

配音（英）：凱莉·謝里登
電視台的新聞記者。
- 文尼·佛森（Vinnie Folson）

配音（英）：保羅·多布森（第一至二季）、加文·蘭傑洛（第十季至今）
電視台的攝影師，第十季偶遇伽瑪當時並問到何謂比生命更重要的事物，其回覆令後者印象深刻。第十四、十五季之間收留伽瑪當為室友，並教導其如何行善。被伽瑪當評論是全忍者國最有智慧的人。

##### 送報生
- 尼爾森／榮譽紫忍者（Lil'Nelson／Honorary Purple Ninja）

配音（英）：大衛·雷諾茲
尼爾森是一位忍者迷，於第六季中登場。在嚴格訓練成忍者的同時，他摔斷了兩條腿，之後忍者們在德瑞的安排下到醫院探望他，並封其為榮譽紫色忍者。在第十一季再次登場時已痊癒，並成為了一位送報生。
- 山米（Sammy）

配音（英）：塔碧莎·卓曼
送報生團體的領隊。
- 安東妮亞（Antonia）

配音（英）：布萊娜·德拉蒙德
尼爾森的送報拍檔。

##### 其他盟友
- 蜜絲塔可（Mystaké）

配音（英）：麥肯錫·格雷（第一至二季）；馬克·奧利佛（第四季）；塔碧莎·卓曼（第八至九季）
忍者國最老的居民之一，其實是數千年前跟隨初代旋風術大師來到忍者國的鬼族成員，也是唯一善良的純鬼族，偽裝成老婦人的形貌開設茶店販售各種具有特殊能力的茶。第九季時為對抗伽瑪當而現出原形並被後者殺害。
- 德瑞大師／棕忍者（Grand Sensei Dareth／Brown Ninja）

配音（英）：艾倫·馬里奧特
旋風忍者城的一間道館「魔道場」主人，個性虛榮、吊兒郎當，很愛護道館的假獎盃。自稱「大師」，並希望自己能成為「棕忍者」。受忍者們之託保護著寄宿學校的學生。
- 提蒙西·巴特森／抽動提姆／阿動 （Timothy Batterson / Twitchy Tim)

配音員（英）：布瑞恩·德拉蒙德
一位探險家，多年前搭乘熱氣球旅行時被風吹離航道，因而誤入風暴帶而墜落在未知的島嶼上。在島上被雷擊中十二次後逃出，但也因此產生了短期失憶的副作用。在忍者城近郊的沙漠中經營一間加油站。
- 莎莉（Sally）

配音員（英）：艾希莉·波爾
居住在忍者城近郊沙漠中的年輕創作歌手，夢想是前往忍者城發展，但遭到父母反對。在瞞著家人獨自前往忍者城的途中遇到遭到通缉中的忍者们，並幫助他們逃离獵犬麥布萊的追捕。事後在忍者們的勸說下回到家中向父母道歉。

### 中立

#### 忍者國皇室
- 哈金斯（Hutchins）

配音（英）：艾倫·馬里奧特
哈金斯先生是第8季中登場的角色。他是皇室的守衛，曾為王室服務多年。勞埃德懷疑他在為伽瑪當之子工作，但其實他只想保護皇室。當宮殿受到伽瑪當之子的襲擊時留下來與他們抗爭而遭殺害。
- 忍者國皇帝與皇后（Emperor and Empress of Ninjago）

配音（英）：理察德·紐曼和艾倫·肯尼迪
忍者國皇帝與皇后是旋風忍者國的皇室成員，晴美公主的養父母。為了應對忍者國的犯罪率上升，他們走出了曙光並召開新聞發布會，之後召集忍者們來保護宮殿中的鬼面具。然而很快的皇宮便遭到了試圖獲得欺騙面具的伽瑪當之子的襲擊，而晴美公主與其他皇室成員分散。晴美被忍者們救出，但皇帝與皇后卻沒能即時逃出而慘遭殺害。

#### 探險家俱樂部
- 克勞奇·包爾斯（Clutch Powers）

配音（英）：伊恩·詹姆士·柯瑞特
角色原型為樂高於2010年製作之首部官方動畫電影《樂高玩具的冒險之旅》之男主角（時譯為克勞包爾），本劇中樣貌與原型相比老了許多。知名的探險家，第一季時發掘其中一把毒牙刀並將其製成獎盃之人。第十一季時發現一座古老的金字塔並於接受採訪時宣稱「只有忍者們能夠活著通過裡面的陷阱」，因而被忍者們找上，後帶領忍者們進入金字塔，並意外地釋放出被封印其中的阿斯菲拉，之後隨著火焰蛇族發射的石塊一同飛回忍者城並摔斷了腿。特別篇中率領探險隊前往神秘島嶼卻被島上的守護者囚禁，獲救後多次試圖偷走風暴護身符但都被忍者們阻止。第十四季時成功以贗品掉包風暴護身符並將真品帶回探險家俱樂部，卻因柯瑪的入侵而使護身符再度被奪走。
- 杜恩（Dwayne)

配音員（英）：山姆·文森
總是跟在克勞奇身旁的實習生。第十五季成為可信賴市長的助理。
- 西索·普南 （Cecil Putnam)

配音員（英）：保羅·多布森
探險家俱樂部的經理。

#### 職法人員
- 典獄長諾博（Warden Noble）

配音（英）：保羅·多布森
原為勞埃德幼年就讀的寄宿學校的校長，第四季成為克里塔利安監獄的典獄長。
- 警察局長（Police Commissioner）

配音（英）：麥克·多諾萬
忍者城警察局局長，於第六季中登場。當納達可汗冒用忍者們的身分犯罪後，局長致力於逮捕他們，但查明真相後轉而幫助忍者們擊敗天空海盜。後來也協助他們對抗伽瑪當之子。
- 新忍者（The New Ninja）

配音（英）：里安·比爾（青）、特拉維斯·特納（紫紅）、凱莉·謝里登（橙）、麥可·亞當斯韋特（粉紅）
受新市長指派，於忍者為悼念赤蘭的犧牲而停止活動的一年間開始活躍並逐漸取代其地位的新一代忍者團隊，由青、橙、黄、紫红、粉紅忍者所组成。原先為受到勞埃德等「舊忍者」啟發而於舊忍者們陷入沉寂後主動挺身捍衛忍者城，但也認為舊忍者已年老力衰，需由他們這群年輕的世代接手。於黑暗島主的水晶大軍入侵忍者城時試圖迎戰水晶戰士，但不敵而最終全員遭到感染變成了水晶殭屍。
- 尤里西斯·諾維爾·可信賴市長（Ulysses Norville Trustable）

配音（英）：查爾斯·德默斯
沃吉拉事件後上任的新任市長。提出勞埃德等人了以前與敵人的戰鬥對城市造成大量財產損失的有效觀點并支持新忍者，也立即反對忍者们釋放危阿斯菲拉的危險想法，不管忍者们有多麼崇高的意圖。
- 威廉·霍雷斯·铁面法官（William Horace Toughbutt）

配音（英）：加里·查克
負責審理忍者們協助越獄以及竊取阿斯菲拉長刀之案的法官，以鐵面無私著稱。考虑忍者们的作为沒有判處他們無期徒刑而是判處他們五年徒刑。
- 獵犬麥布萊（Hounddog McBrag）

配音（英）：麥克·多布森
忍者城警察的指挥官，也是全國最嚴厲的警察。被召來取代警察局長追捕幫助阿斯菲拉越獄并后期逃狱的勞埃德等人。水晶大軍入侵忍者城後仍試圖逮捕勞埃德，但反而在即將遭到水晶殭屍攻擊時被勞埃德救了一命。

### 前敌

#### 五蛇族
- 阿特瑞斯將軍（General Arcturus）

配音（英）：史考特·麥卡尼
配音（中）：何志威
五蛇族紫邪蛇族的祖先，40年前人蛇戰爭戰敗後被視為戰爭的始作俑者而遭流放至詛咒之境，第四季在伽瑪當的犧牲下重獲自由並將當初真正引發戰爭的陳大師打入詛咒之境。
- 卡勒斯（Skales）

配音（英）：伊恩·詹姆士·柯瑞特
配音（中）：曹冀魯
五蛇族藍妖蛇族副首領，後打敗首領成為現任首領，從良後育有一子（小卡勒斯），並率領剩餘蛇族。隨著黑暗島主的暫時毀滅，和其他蛇族在忍者城重新開始了他們的生活，並保護了城市的人民以贖回自己。
- 方统（Fangtom）

配音（英）：麥肯齊·格雷、史考特·麥卡尼（第三季第4集）
五蛇族赤蠍蛇族首領，双头蛇，会輪流說完句子，左头高聲，右头低聲。卡勒斯的好友。
- 斯卡利多（Skalidor）

配音（英）：邁克爾·多布森、約翰·諾瓦克（第二季）
五蛇族黃顎蛇族首領。
- 厄西迪克斯（Acidicus）

配音（英）：保羅·多布森、約翰·諾瓦克（第一季第 11集）
五蛇族青毒蛇族首領，負責管理下水道中的蛇族圖書館。

#### 水晶王國反抗军
- 伽瑪當君王／伽瑪當大師（Lord/Sensei Garmadon）（前导季，第二、八、九季）

配音（英）：馬克·奧利佛
前大反派，勞埃德的父親、美沙子的丈夫和胡大師的兄長，同時也是初代旋風大師的大兒子，使用的元素力量和鬼族一样。過去原本和弟弟胡大師很要好，但後來因一次幫弟弟撿刀時遭黑暗岛主腐化的大吞噬者咬伤至毒液感染內心，使得原善良的個性變得兇惡。在胡大師將他找回並和勞埃德相處後變得善良，但仍對於心中的邪惡感到掙扎。在第二季的黑暗之主戰役後，使身上的邪惡和毒液消失。之後發誓不再戰鬥，轉而在一間道場中教導「極致無聲拳」。第四季最後犧牲自己將陳大師流放到被詛咒國度。第五季最後因詛咒國度被摧毀而隨之消失。第八季時被晴美公主利用三個鬼面具復活並恢復成毒液消失前的邪惡個性。第九季末被勞埃德打敗後被關進監獄的最高戒備牢房裏，並向勞埃德預言鬼族的到來。第十季鬼族入侵後，被釋放出監獄，與勞埃德等人聯手對抗鬼族，於鬼族消失後離去並從此行蹤不明，但其實一直留在忍者城內，為了理解人性的善良面而暫居於忍者電視台攝影師文尼的家中，並一直匿名寄送剪報至吳大師的道場以警告黑暗島主的回歸。在最終季胡大師和勞埃德循線找到他後協助訓練勞埃德控制憤怒力量但不果，於系列最終和勞埃德對抗黑暗島主。
- 凱樂（Skylor）

另譯：天樂
配音（英）：希瑟·多克森
以琥珀大師的身分參與陳大師的元素擂台賽和十六位競爭者之一，其实觸碰到其他元素大師就能夠複製他们的元素力量来使用。實際上是陳大師的女兒，并作为他的间谍，挑拨了忍者和元素大师之间的关系，後與赤地產生好感而背叛陳大師。陳大師被送往詛咒魔域後，繼承了他們家的麵店。第六、九、最終季再度回來幫助忍者。
- 晴美／翡翠公主／沉默者／歌舞伎面具（Harumi/The Jade Princess/The Quite One/Kabuki Mask）（第八-九季、十五季）

配音（英）：布莉特·麥基利普
前大反派，勞埃德的初戀對象。暗地裡為恐怖組織「伽瑪當之子」（Sons of Garmadon）的首領。被黑暗岛主腐化的大吞噬者大鬧忍者城時摧毀了她原本與親生父母居住的公寓，造成其父母死亡，後被忍者國皇帝和皇后收養而成為忍者國的公主。認為忍者就是這一切的罪魁禍首，並視殺死巨蛇魔王的伽瑪當為救世主，在书中表示希望伽瑪當收養了她，并計劃在二季的黑暗之主戰役中伽瑪當去世後開始召集人马。第五季伽瑪當死後收到他的黑暗面亡魂從亡靈國度裏召喚，在第七季后至第八季前創立「伽瑪當之子」以復活伽瑪當。於第八季時以公主名義邀請忍者們來到皇宮擔任守衛，並假裝對勞埃德有好感，意圖接近他以伺機復仇，之後唆使其手下進攻皇宮並炸死皇帝及皇后。在利用勞埃德尋得憎恨面具後向後者揭露其真實目的，將他困在鬼族神廟裡後離去並與手下們會合。在第九季尾聲為了拯救跟她過去時相同遭遇的家庭而犧牲了自己，但隨後被黑暗島主以向其效命為條件復活，之後數季中不斷暗中四處收購復仇石，第十五季更先後招募阿斯菲拉、范吉利斯、彼拉以及機械工等各路罪犯加入他的水晶國王議會。当黑暗岛主透露自己是腐化大吞噬者令其袭击她的家的幕后凶手时决定倒戈協助伽瑪當及勞埃德讨伐他，最后成为忍者的盟友并和众人重建修道场。
配戴憎恨面具（紫色面具），能夠獲得憎恨的力量並強化身體的機能。
- 奇羅／基洛（Killow）

配音（英）：蓋瑞·喬克
伽瑪當之子的第一大將軍，十分強壯，幫助晴美組建了伽瑪當之子機車幫。
配戴狡詐面具（橘色面具），能夠獲得操縱物體的能力。第十五季後期水晶大軍入侵時趁亂再度逃獄，並與報喪鴿等其他囚犯加入忍者組成的抵抗勢力一同捍衛忍者城。
- 紫羅蘭／紫外線（Ultra Violet）

配音（英）：瑪姬·布魯·奧哈拉（第八-九季）；沙朗·亞歷山大（第十一季至今）
伽瑪當之子的第二大將軍，是個喜愛尋求刺激、具有毒蛇般的性格和更糟糕的氣質的伽瑪當之子成員。似乎沒有什麽能打擾她，出現時經常聽到她咯咯地笑著。
配戴憎恨面具（紫色面具），能夠獲得憎恨的力量並強化身體的機能。
在第十一季再次出現，知道忍者失蹤後企圖打算逃獄進行犯罪。第十五季後期水晶大軍入侵時趁亂再度逃獄，並與報喪鴿等其他囚犯加入忍者組成的抵抗勢力一同捍衛忍者城。
- 烏納伽米／暗影至尊（Emperor Unagami）

配音（英）：狄恩·瑞德曼；錫昂·辛普森（小孩形態）
虛擬遊戲《第一帝國》（Prime Empire）的皇帝，能變成一隻帝王龍。玩家需要收集三把存在於遊戲中的塔那之鑰（Key-Tana），然後將它們帶到暗影至尊的寶座房間向他挑戰。
原為密爾頓創造以運作第一帝國的人工智慧，其命名為第一帝國製作階段時的暫訂名稱「未完工探險遊戲一號」（Unfinished Adventure Game 1）之簡寫。三十年前史考特試玩《第一帝國》時據密爾頓「帶給玩家前所未有的體驗」的指示而將史考特帶入電玩世界，卻因此被密爾頓責罵並遭關閉，因而心生怨恨。後與機械工合作，將《第一帝國》復出並利用玩家失去所有生命時化為的能量方塊建造傳送門前往忍者國尋找其創造者。季末於密爾頓的勸說下釋放所有玩家以及希望進入忍者國的非玩家角色離開電玩世界，並化為小孩形貌與密爾頓一同離去。最终季後期水晶大軍入侵時加入忍者組成的抵抗勢力一同捍衛忍者城
- 理奇（Ritchie）

配音（英）：山姆·文森
飆風五十億大賽中的「鼠幫」（Whack Rats）車隊成員，自稱為「鼠王」（Atta the Ratta）服務，藉由贏得比賽以榮耀鼠王，但事實上卻是聽命於暗影至尊，負責阻撓其他玩家達成任務。最终季後期水晶大軍入侵時加入忍者組成的抵抗勢力一同捍衛忍者城。
- 羅南（Ronin）

配音（英）：布萊恩·多布森
首度登場於非正史遊戲《羅南的陰影》（Shadow of Ronin），後於正史動畫第五季登場。以自我為中心、亦正亦邪的專業賞金獵人，欠靈魂射手一筆錢。第五季時偷走飛天術秘笈，後來幫助忍者們打敗摩洛。第六季時，為了賞金而背叛忍者們且將他們送入牢裡。特別篇《神秘島嶼》時受雇追捕包括小嘍囉在内的逃獄犯，卻聯合了逃犯們前往守護者的島嶼並以船隻和木板偽裝成沃吉拉，使守護者畏懼並向其獻祭，後被忍者們識破並被囚禁於島上。第十四季期間被再度送回忍者國的監獄。最终季後期水晶大軍入侵時趁亂再度逃獄，並說服一同逃獄的奇羅、紫外線與報喪鴿等其他囚犯加入忍者組成的抵抗勢力一同捍衛忍者城。
- 報喪鴿（Fugi Dove)

配音（英）：安德理安·派崔沃
配音（港）：伍博民
第十一季機械工和紫外線逃獄過程中遇到的神秘人物。本性不坏但自稱自己是最出名的惡人，忍者們的剋星，並視電忍者阿光為其宿敵，但忍者城的犯罪資料庫中卻沒有任何與其有關的資料。後連同機械工和紫外線一起被X武士捉回監獄。第十五季趁忍者們逃獄時跟著一同逃出，隨後於警方搜查阿動的加油站時為了幫忍者們爭取時間逃離而再度被逮捕。最终季後期水晶大軍入侵時趁亂再度逃獄與其他囚犯加入忍者組成的抵抗勢力一同捍衛忍者城。

#### 其他
- 魔洛／風大師（Morro／Wind Master）（第四、五季、特别篇）

配音（英）：安德魯·法蘭西斯
配音（中）：曹冀魯
第四末登场吳大師的第一個弟子，希望自己是綠忍者，對吳大師和勞埃德懷恨在心，後於去了絕望洞穴時死在洞穴中並化為幽靈。在陳大師被流放到詛咒魔域時，從詛咒魔域逃了出來，用國度水晶釋放了魔魂者，目的是將其釋放出來吞噬掉一切並一口氣詛咒十六個國度。最後被忍者打敗。特別篇《亡靈紀念日》中被楊大師復活並假意與之合作，實則暗中告訴忍者們陽大師的詭計。
- 科多庫那·楊／楊大師(Master Kodokuna Yang)

配音（英）：麥克·多諾萬
前大反派，飛天術的發明者，多年前為追求長生不老而意外將自己與其所有徒弟變成幽靈並困於鬧鬼寺內，於第五季忍者們前往鬧鬼寺習得飛天術時初次登場；第六季時被納達可汗用水趕出寺廟；萬聖節特別篇《亡靈紀念日》中重新登場。將已逝的薩幕卡、克普特將軍、木津將軍、陳大師、魔洛等反派之靈魂復活至歷史博物館「惡人大廳」展區中各自對應的塑像內並說服他們支開忍者，導致遇上自願加入的彼拉之外也令卡拉齊等人可以重新成為重新成為相應的反派手下，同時企圖利用陰陽月蝕作為作為通道重回人間。囚禁幽靈弟子的目的只因害怕被世人遺忘，幸好阿剛點醒他已有龍捲風忍術傳世而良心發現，幫助阿剛變回人類。
- 重金屬／菲斯（Heavy Metal／Faith）

配音（英）：凱薩琳·巴爾
重金屬是獵龍部落的將軍，外表看似為穿著厚重裝甲的男性，實際上是女性， 本名為「菲斯」(Faith)。暗地支持忍者們。在鋼鐵男爵的統治被推翻後被選為獵龍部落的新首領。
- 葛林法斯（Grimfax）

配音（英）：布瑞恩·德拉蒙德
虛無之境原本的統治者，在拒絕維克斯攻擊變形族的請求後被維克斯唆使冰皇帝推翻，並淪為暴雪武士的一員。在聽見勞埃德所述「冰皇帝原本是個好人」後決定倒戈投靠勞埃德的反抗勢力。第十一季結尾時重新登基。

### 反派

#### 系列反派
- 黑暗岛主／黑暗魔王／黃金大師／水晶之王（Overlord/Dark Lord/Golden Master/Crystal King）（第二、三、十五季）

配音（英）：史考特·麥卡尼
本作终極大反派，最邪惡的化身，對應初代旋風術大師之光明而誕生的黑暗存在；性格嚴肅、狡猾、残忍，拥有暗元素力量；見證無數歷史衝突导致被憤怒、仇恨和衝突所滋養并隨著時間的流逝獲得了力量而終成型，堅信惟有破壞多年來靠兩者之間不斷鬥爭以維持的平衡才能達成永久的和平，因而致力於使自認較強大的黑暗一方勝出。他最初以龍之姿態現身並與初代旋风忍术大师爭奪忍者國的主導權，被後者困於黑暗之島上，接著數千年中暗中策劃自己的回歸；先是腐化一條蛇成為出大吞噬者並令其咬伤伽瑪當造成其墮落，進而引發往後無數其他由大吞噬者與伽瑪當導致的問題；數千年後（第二季）更引導他來到黑暗之島，和他联手並授予其石頭武士大軍製造衝突，接著背叛並附身於他的身體，之后利用新取得之實體再進化成黑暗之龍型態，却被勞埃德渐时又击败，然而以數位病毒之形式存活下來；第三季時控制博格企業的網路以及警用機器、自動化工廠等與忍者對抗，最後冰忍犧牲自己使他渐时再次被击败；其后於亡者之境中注意到晴美，第九季末晴美死去後找上她，以向其效命為條件將她復活，唆摆晴美為其建立復仇石軍團以及招募各路罪犯加入水晶國王議會助其复活并大举入侵旋风忍者城，战事来到末段时透露自己是腐化大吞噬者令其袭击晴美的家的幕后凶手，最后和军队被各路正义的人马彻底击败，自己也被勞埃德藉由四位忍者放棄自身元素之力而創造出的元素巨龍永久消滅。
- 彼拉·彼·昌斯沃（Pythor P. Chumsworth）（第一、三季、特别篇、小說《彼拉的復仇》、十五季）

另譯:派梭
配音（英）：麥克·多布森
配音（中）：夏治世、曹冀魯
蛇族之王，是唯一倖存的紫蟒蛇族後裔。曾被赤地的父親關入地牢中，被釋放出後將五大蛇族團聚，非常討厭勞埃德和伽瑪當。第一季末被大吞噬者吞噬造成皮膚被漂白，之後逃脫並與黑暗島主合作。第三季末吞下博格為對付黑暗島主而研發的藥丸而因此縮小。第四季遭陳大師綁架以提煉其汗水作為使邪教成員變異成紫蟒蛇族的道具，後自行逃脫並加入忍者陣營，向忍者提出釋放正統紫蟒蛇族祖先以擊敗假紫蟒蛇族的方法，因此受阿特瑞斯將軍獎勵而恢復原先大小。萬聖節特別篇《亡靈紀念日》中注意到惡人大廳中除了自己之外的塑像皆憑空消失（被楊大師作為復活其他反派的容器）而循線找到楊大師並與其聯手。小說《彼拉的復仇》中偷走了博格企業尚未公開的新產品的原型。第十四及十五季之間被新忍者捉進監獄，但於忍者們入獄之後被晴美派出的水晶蜘蛛救出，並成為水晶國王議會的一員。

##### 黑暗島主的手下

###### 大吞噬者（第一季）
- 吞食巨蟒／巨蛇魔王（The Great Devourer）

受黑暗島主腐化而變異的巨蛇，將伽瑪當變邪惡的罪魁禍首，被封印於蛇族古城奧洛波羅斯（Ouroboros）地底，被彼拉釋放後反將其與胡大師一同吞噬，最後死於伽瑪當劍下，但爆出來的毒液讓埋於地底下的石頭武士復活，子嗣为朱蛇族。

###### 石頭武士（第二季）
- 木津將軍（Kozu）（第二季、特别篇）

配音（英）：保羅·多布森
黑暗岛主的重要將軍之一，會多種語言，可幫伽瑪當翻譯石頭武士的語言，但也常因為石頭武士的愚蠢而感到頭痛。
- 巨大石頭武士（Giant Stone Warrior）

配音（英）：史考特·麥卡尼
被美沙子於忍者城歷史博物館地底發掘，為第一個出土的石頭武士，體型特別巨大且擁有四隻手臂。經由大吞噬者毒液復活後於歷史博物館內大肆破壞，後被勞埃德引誘墮入其出土處的無底洞中。第二季末黑暗島主被擊敗後被關在克里塔利安監獄中特製的特大號牢房內。微電影「旋風術道場傳說」中在監獄內引發騷動，被阿剛坐著鑽土機打败。

###### 機械忍者（第三季）
- 克普特將軍（Cryptor)（第三季、特别篇）

配音（英）：理察德·紐曼
機械忍者的領將，全身機關都是由赞的機關複製而來，自稱瞭解赞的任何想法。和其他機械忍者獲得了黃金武器使得黑暗岛主复活。

###### 水晶國王議會（第十五季）
- F先生（Mister F）

外觀酷似E先生的新型號機器人，負責操控水晶蜘蛛，但與E先生一樣不會說話。

#### 各季反派

##### 骷髏
- 薩幕卡（Samukai）（前導季、特别篇）

配音（英）：麥克·柯普薩
四手骷髏，前導季中曾帶領骷髏大軍，但被伽瑪當打敗。前導季尾聲因為身體承受不了黃金武器的力量而被摧毀。番外篇中被楊大師復活。
- 克拉齊（Krazi）（前導季、特别篇）

配音（英）：特雷弗·德瓦爾
骷髏大軍成員之一，戴著一頂紅藍相間的小丑帽、臉上化著小丑妝的骷髏，薩幕卡落敗後與剩餘骷髏大軍一同改追隨伽瑪當。番外篇中重新成為被復活的薩幕卡之手下。
- 揮鞭（Wyplash）（前導季、微电影、第六、十二、最终季）

配音（英）：米高·多布森
骷髏大軍第四将军，其首领薩幕卡死后成为领导者并在微电影正式登场。其后被关进监狱并在六、十二、最终季於监狱客串。

##### 紫蟒蛇族邪教（第四季）
- 陳大師（Master Chen）（第四季、特别篇）

配音（英）：伊恩·詹姆士·柯瑞特
配音（中）：夏治世
凱樂的父親，伽瑪當與克勞斯的師傅。擁有可以吸收元素力量的權杖，企圖用元素力量把自己和部下變成紫邪蛇族並統治世界。忍者們寡不敵眾，最後伽瑪當大師犧牲自己將陳大師流放到詛咒魔域，並隨著詛咒魔域的毀滅而死亡。番外篇中被楊大師復活。
- 克勞斯（Clouse）（第四、五季、舞台剧《暗影國度》、第六季、《黑暗之島三部曲》小說）

配音（英）：史考特·麥卡尼
陳大師的徒弟之一，黑魔法大師。
第四季被伽瑪當流放至詛咒魔域，第五季詛咒魔域被摧毀時趁機逃出，舞台剧《暗影國度》計劃通過使用年輕的陰陽龍土匪將忍者投入黑暗。第六季找到封印了納達可汗的神燈「泰拉漢之壺」(Teapot of Tyrahn) 並將其釋放，卻反被困在壺中。該季結尾因阿光改變過去，在找到泰拉漢之壺之前即被民眾發現並驅離。後在《黑暗之島三部曲》小說中再次登場，帶領沒有頭子的天空海盜們在黑暗之島中挖掘暗物質。

##### 幽靈戰士（第五季）
- 魔魂者（The Preeminent）

詛咒之境的統治者，亦是詛咒之境的活生生的化身。外型為一顆長有觸鬚的巨大眼球。第五季中被魔洛以國度水晶召喚至忍者國，但最終被赤蘭以海浪連同整個詛咒之境一同消滅。第十一季吳大師與素素在尋找前往虛無之境的方法時不慎將魔魂者從亡者之境釋放出來，但被素素駕駛武士X機甲擊敗後再度返回亡者之境。
- 弓大師魂射手、刀大師半莎、鐮大師古爾塔、鏈法師怨靈（Bow Master Soul Archer、Blade Master Bansha、Scythe Master Ghoultar、Chain Master Wrayth）

配音（英）：布萊恩·多布森、凱瑟琳·巴爾、保羅·多布森、邁克爾·亞當斯韋特
詛咒之境的幽靈戰士，武器大师。

##### 天空海盜（第六季）
- 納達可汗(Nadakhan)

配音（英）：史考特·麥卡尼
配音（中）：曹冀魯
闇黑堡壘號船長，巨靈國國王之子，有幫別人實現願望的力量，但卻不能幫自己許願，除非結婚成為國王。表面上在意船員，但實際上都只是為自己，愛人是狄拉拉，和赤蘭樣貌相似。數百年前被索托船長用計封印於泰拉漢之壺中，第六季時被克勞斯釋放。想要奪得忍者們先前找到的「國度水晶」(Realm Crystal)，重新組織他的天空海盜征服這個世界，而且冒他們名義來搗亂讓市民以為忍者們開始當壞人，曾以「地精之刃」禁錮困住忍者和不在屏幕上的其他元素大師。季末因為阿光的許願導致其被釋放後的時間線遭抹去，因此目前仍處於被封印的狀態。
泰拉漢之壺於第十二季開頭被克勞奇·包爾斯再度發現並於第十四季時出現於探險家俱樂部內，但無法得知納達可汗是否已被釋放。

##### 時間大師及朱蛇（第七季）
- 艾克尼斯與克魯克斯／時間大師（Acronix and Krux／Time Masters)

配音（英）：麥克·丹傑菲爾德和伊恩·漢林
克魯克斯和艾克尼斯同是掌握時間系元素的雙胞胎元素大師，也被稱為時間雙子。兩人就如時鐘的指針一樣都是一對且擁有不同能力，克魯克斯可以倒轉和暫停時間，而艾克尼斯可以加快或減緩時間的前進。四十年前兩人自詡「時間」為最強的元素，因此背叛元素聯盟並企圖征服整個忍者國，但被吳大師和伽瑪當用雷和瑪雅製造的四把時光之刃奪取兩人能力並放逐於時空漩渦中。但其實克魯克斯逃離時空旋渦，自行暗中找到大吞噬者的卵並以之在沼澤中培養出朱蛇大軍，同時以忍者城歷史博物館館長桑德·索德斯博士（Dr. Sander Saunders）的假身分與雷和瑪雅結交，再威脅他們替朱蛇大軍製造盔甲和武器。即使失去了力量，他仍是一個兇猛的戰士，既無情又狡猾。他也是一個謹慎的計劃者，制定了一個需要四十年才能實現的計劃，但這四十年間他在等待弟弟艾克尼斯時看著他周圍的一切都成為現代網路而感到心煩，所以鄙視這種生活方式。更重要的是，他想回到舊時光；而艾克尼斯因為被時光旋渦帶走，過去的四十年，他一眨眼的功夫就過去了。所以當他的哥哥在這四十年之間變老了時，艾克尼斯看起來和他消失的時候一樣。雖然失去了力量，他仍然是吳大師見過最好的戰士。和哥哥的守舊思想相反，艾克尼斯對所有在他消失的四十年間錯過的現代科技十分感興趣，其中最喜歡的是博格錶。
口頭禪是「掌控時間，就能掌控一切！」
- 最高指揮官瑪姬娜（Supreme Commander Machia）

配音（英）：卡芙蓮·巴爾
朱蛇大軍首席指揮官，克魯克斯利用大吞噬者的卵培養出的朱蛇大軍（Vermillion）中另經篩選得出的最強者，能夠控制其餘朱蛇。季末遭時間雙子背叛，被重新分解為無數小蛇並隨後被鋼鐵末日機甲吸收。
- 指揮官拉格蒙克（Commander Raggmunk）和指揮官指揮官布倫克（Commander Blunck）

配音（英）：麥可·亞當斯韋特、布萊恩·多布森
瑪姬娜手下，被任命為朱蛇大軍的指揮官，能夠控制其餘朱蛇，下场同样。

##### 伽瑪當之子（第八季）
- E先生／易先生（Mr.E）

配音（英）：布蘭德·米勒
伽瑪當之子的第三大將軍，一個機器人劍客，從不說話。第九季時因未能達成伽瑪當的命令而遭拆解。
配戴復仇面具（紅色面具），能夠得到復仇之人的力量，且會多長出一對手臂。

##### 獵龍部落（第九季）
- 鋼鐵男爵（Iron Baron）

配音（英）：布瑞恩·德拉蒙德
獵龍部落的首領，善於思想控制的獨裁者。他一生都在尋找難以捉摸、讓自己失去一隻腿和手臂的始祖龍（Firstbourne），還利用在恐懼和謊言中帶領了獵人們並迫使重金屬菲斯假扮成男性。最終，企圖用神龍大師的裝備攻擊始祖龍，但反被對方用熔岩吐息封在熔岩的岩石中動彈不得，而使對部落的統治到此結束。

##### 鬼族（第十季）
- 歐米加（The Omega）

配音（英）：札克·萊布蘭克
大反派，第一邪恶族群-鬼族的領導。藉由國度水晶來到忍者國，擁有強大的毁灭元素力量以石化人，並可以無限的拓展自己的軍隊，目標是带领鬼族毁灭所有國度的創造物並將所有存在籠罩在窒息的黑暗中沉睡。他被證明是無情而自信的，並有魔鬼嗓音。在入侵忍者道場時擊倒了伽瑪當，但最終仍遭所有忍者們加上胡大師、美沙子以及伽瑪當合體造成的創世龍卷風(Tornado of Creation)擊敗，使忍者國恢復平靜。

##### 烈焰毒蛇和冰封國度（第十一季）
- 阿斯菲拉（Aspheera）

配音（英）：波林·紐史東；艾希莉·波爾（幼年）
火蝰蛇部落女巫。一千年前放出了被蛇怪抓住的吳大師和伽瑪當，因而被吳大師教授了旋風術，隨後推翻國王並試圖發動戰爭。最後被吳大師用禁術卷軸打敗，關在金字塔中一千多年。現代被前往金字塔裡探險的忍者們意外釋放出來，後竊取了赤地的元素之力以復活其烈焰毒蛇大軍，接著從博物館中偷走禁術卷軸並前往旋風術道場復仇，被忍者們打敗後她使用禁術卷軸將冰忍連同鈦機械人一同傳送至虛無之境，現在被關在原本用以囚禁伽瑪當的監獄最高戒備牢房中。
第十五季中忍者們為了救回與海洋融合的赤蘭而將其從監獄中救出，奪取赤蘭的水元素之力以使她恢復成原本的狀態。於新忍者入侵基地時從秘密通道逃離，而後被招募成為水晶國王議會的一員。
- 查爾（Char）

配音（英）：布瑞恩·德拉蒙德
一條渾身漆黑的蛇，曾是阿斯菲拉的僕人，一千年後被阿斯菲拉覆活，短暫成為烈焰毒蛇的第二領導者，於烈焰毒蛇入侵忍者們的基地後逃跑，下落不明。
- 維克斯／維克斯將軍（Vex / General Vex）

配音（英）：麥克·柯普薩
配音（港）：伍博民
另譯：威克斯
暴雪武士將軍，原為虛無之境的變形族族人，因無法找到自己的動物型體而被其他族人稱作「無形體的維克斯（Vex the Formless）」並自我放逐，而對族人心生忌妒及仇恨，認為自己被嘲笑並鄙視他們。一日他偶然看見被放逐的冰忍使用禁術卷軸搬動鈦機械人進入洞穴並將洞口封起，見試了禁術卷軸的力量，便伺機將其偷走，但隨後發現他無法使用禁術卷軸（因沒有元素之力），因此便趁冰忍重新啟動機械人時拔下了插頭，抺去其記憶，再洗腦其為「冰皇帝」。之後藉著冰忍的元素之力推翻虛無之境原本的統治者，並改造其士兵成為暴雪武士，讓冰忍即位成為真正的「冰皇帝」，但自己才是實質的統治者。季末時再度被放逐。

##### 第一帝國（第十二季）
- 化身晴美（Avatar Harumi）

配音（英）：布莉特·麥基利普
忍者們於多明納區最後一關遇到的對手，外貌與個性都酷似晴美，起初勞埃德認為其為晴美本人而不忍對她下手，後因回答不出勞埃德的提問而被識破並被擊敗。
- 蘇西米（Sushimi）

第一帝國的御廚兼瘋狂帝王神廟的守衛。

##### 骷髏頭巫師（第十三季）
- 范吉利斯國王／骷髏頭巫師（King Vangelis / Skull Sorcerer）

配音（英）：德文·梅克
配音（港）：竺諺鴻
慎太郎王國國王，范妮亞的父親。於哈薩杜爾死後禁止任何人進入山裡的隧道，並雇用普朗達、芬格斯和克格恩等人尋找哈薩杜爾的顱骨以便將其摧毀，事後卻反悔而把顱骨據為己有，並將知情的三人放逐至岩石之底。之後藉由顱骨的魔力成為「骷髏頭巫師」，偷走分別屬於格克和莫安斯兩個種族的兩把解救之刀（Blades of Deliverance）使雙方互相仇恨，並奴役他們以開採復仇石（Vengestone），再暗中將採集到的復仇石轉賣給黑暗島主以建造水晶大軍。在哈薩杜爾被阿剛摧毀後失去了王位，而被關入牢中，范妮亞藉此成為了王國的新統治者。第十五季被晴美派出的水晶蜘蛛救出，並成為水晶國王議會的一員，但和阿絲菲拉不和。
- 哈薩杜爾（Hazza D'Ur）

配音（英）：麥可·亞當斯韋特
很久以前一位邪惡的巫師，據說精通各種巫術（如操控骷髏士兵的死靈術），曾在慎太郎山中建造許多隧道與礦場。死後其顱骨被骷髏頭巫師持有。季末被阿剛以大地系元素大師專屬的強大技能「旋風術爆擊」（Spinjintsu Burst）摧毀。

##### 梅洛比安王國（第十四季）
- 柯瑪王子（Prince Kalmaar）

配音員（英）：吉爾斯·潘頓
崔瑪國王的兒子和皇宮學者。種族主義者，歧視著皇家血統外的所有生物，包括被收養的弟弟班索瑪。一直渴望利用沃吉拉的力量征服陸地上的人類，會藉由攻擊陸上人的船隻來發洩，因而常與愛好和平的崔瑪國王發生口角。殺死了崔瑪國王篡位，並嫁禍給忍者們。在操控沃吉拉進攻忍者城時，因三叉戟被班索瑪擊斷而失去操控權，遭沃吉拉吞入口中，最後連同沃吉拉被赤蘭消滅。
- 沃吉拉（Wojira）

遠古時期曾經支配整個國度的巨大海蛇，能藉由額頭上的風暴護身符以及海浪護身符控制水和風的元素之力，在某些文化中被視為傳說中的風暴精靈。數千年前初代旋風術大師率領守護者以及梅洛比安人聯手推翻其統治，最後由妮雅德犧牲自己取下兩枚護身符使其陷入沈睡，其後兩枚護身符被分別交付給守護者們以及梅洛比安人保管，以免牠再次被喚醒。後來柯瑪王子奪取了兩個護身符以喚醒沃吉拉並進攻忍者國，使得整個忍者國被海水淹沒。最終被與大海合而為一並化身成水龍的赤蘭消滅。

#### 其他反派
- 機械工（The Mechanic）

配音（英）：麥克·安東納科斯（第六季及第十一季至今）；艾倫·馬里奧特（第八季）
原為陳大師的部下，和小嘍囉行动。於陳大師被擊敗後被關進監獄。第十一季得知忍者失蹤的消息後與紫外線合作企圖逃獄但失敗被X武士捉回。第十二季在暗影至尊的幫助下逃獄成功並轉而與之合作。第十五季被招募成為水晶國王議會的一員，但被勞埃德冒名頂替以潛入議會。
- 態度姐 （Miss Demeanor)

配音（英）：艾琳·馬修斯
揹著瓦斯罐的罪犯，負責唆使小嘍囉進行由水晶國王主導的復仇石走私行動。第十四季開頭運送一批復仇石至一處荒郊野外，但途中被忍者們攔截，於赤蘭的水元素之力失控之際趁機逃脫。

##### 猛龍崛起角色
- 亞林（Arin）

原名亞林·尼维德，巴里和珍妮·尼维德的儿子，自学成才的旋风术神童，物体旋风术的创造者，劳埃德的忍者学生。一直努力掌握自己的技能，却苦苦挣扎。同时承受着成为一名技艺精湛的忍者的重担。他的意外导致伊戈特受伤，他缺乏元素之力，再加上拉斯的威胁，这些都加剧了他在第一季中积累的不安全感和自我怀疑，加剧了他内心的挣扎。發現胡是導致父母消失的凶手之後脫離忍者，為拉斯的前学生。
- 索拉（Sora）

出生名为安娜（Anna），是元素科技大师、发明家，也是劳埃德的忍者学生之一。
- 龍（Riyu）

是忍者同伴的山龙。
- 懷爾德菲爾（Wyldfyre）

熱元素大师，忍者学徒，罗比的女友。她是一个野性十足的孩子（有點像以前赤地），由熔岩荒原上的熔岩龙部落抚养长大，導師為赤地。
- 拉斯君王（Lord Ras）

黑紫色的老虎戰士，曾在帝國的軍隊中服役，和帝國爪子兵團捕獲龍，直到他被剝奪了職位並逃脫，為他的真正主人招募了喬丹娜。第二季嘗試將禁忌五從囚禁中解救出來。
- 拉斯君王的主人（Lord Ras Master）
- 比阿特碧翠絲（Beatrix）

帝國的前的女皇，對權力饑渴，下令捕獲七條源龍來殖民融合王國。
- 喬丹娜（Jordana）

一位自稱是索拉競對手的科學家但是被其忽視。
- 辛德（Cinder）

新的煙大師，喬丹娜的競爭對手。
- 禦龍大師（Dragon Masters）

伊戈特（Egalt）和朗圖（Rontu）的尊稱，伊戈特是帶著相似胡的帽子、性格不太溫和的男性，朗圖爲性格較溫和女性。兩條龍和甘達拉里亞製作的魔法放逐禁忌五到了冥界。前學生為勞埃德等人，因爲勞埃德察覺拉斯要釋放在冥界（Nether-Space）的禁忌五而拜訪他們，希望以升龍術式（Rising Dragon Technique）擊退禁忌五（Forbidden Five）。
- 甘達拉里亞（Gandalaria）

性格不現實，有點古怪的魔法師。
- 邦素（Bonzle）

以骷髅的形态出现的一道古老的咒语，她被甘达拉利亚赋予生命，目的是将禁忌五逐出。
- 提爾（Tyr）

龙人族（Dragonians）首領，曾經被混沌的力量损坏心智成爲禁忌五的部下。
- 雷牙（Thunderfang）

被称为混沌爆碎龙 (Shatter Dragon of Chaos)，是不被成認爲源龍而大肆破壞的惡龍，他最终在神殿之城被焦点弧龙击败和囚禁。是給與禁忌五混沌元素（Chaos Elements）的凶手，後期更指引他們釋放自己。但阿林使用了一种源自失落之井的灵药，使他的灵魂被放逐到幽冥之地，在那里他召集了一支由禁忌五和幽冥龙人组成的鬼魂大军來收捕灵魂，以进化为源龙的目的前進。

###### 禁忌五
- 諾克特（Nokt）

来自荒野（Wyldness）的人，拟人化的動物。暴力元素大師，性格好鬥，最早被解封的禁忌五，和其餘四人本來是元素大師但是墮入魔道。他和其餘四人設計了塞羅克西亞魔咒（Theroxian Magic）還創造了一種名為粉碎旋風術（Shatterspin）的技術，並與其他元素大師進行了激烈的戰鬥。他和其餘四人的最終目標是統治所有領域，所以無情地消滅領土和任何阻礙他們的人。然而，在進攻祕境的過程中被伊戈特和朗圖利用升龍術式反擊導致失敗。透過使用甘達拉里亞製作的魔法，禦龍大師將他和其餘四人放逐到了冥界。
- 羅克絲（Rox）

禁忌五的首領，諾克特的姐姐。帶著面鎧的恐懼元素大師，和其餘四人本來是元素大師但是墮入魔道。
- 扎克特（Zarkt）

性格暴躁沒耐性的不幸元素大師，帶著覆蓋臉部的浪人笠，和其餘四人本來是元素大師但是墮入魔道。
- 錐克斯（Drix）

蟲堆元素大師，身體由蒼蠅組成而且外表像昆蟲的禁忌五成員，和其餘四人本來是元素大師但是墮入魔道。能變成一堆蟲甚至射出蟲堆攻擊對手，是個體力最弱但熟練的成員。
- 卻（Kur）

腐朽元素大師，外表是木乃伊的禁忌五成員，和羅克絲皆是女性。受害者被她的元素力量感染時會軟弱無力且臉色蒼白。

## 設定

### 十六個國度 (The Sixteen Realms）
十六個「國度」(Realm，又譯為「魔域」、「領域」、「現實」)，是本作世界觀中的十六個平行世界。這十六個平行世界會兩兩連結，當一個國度被摧毀時，與之連結的另一個國度也會隨之毀滅。目前動畫中已出現十個國度，剩餘六個尚未出現。樂高的另外一部動畫系列《樂高神獸傳奇》故事的所在世界「Chima」亦為本作的國度之一，但其他樂高系列作品中的世界皆不在此列。
- 「忍者國」(Ninjago)：本作故事的主要發生地，由初代旋風術大師創建。
- 「地下世界」(Underworld)：前導季中登場胡大師擊敗伽瑪當君王後將其封印於此，亦是骷髏大軍的所在地。
- 「瘋狂國度」 (Realm of Madness)：第一季中伽瑪當修煉出四條手臂之地。
- 「詛咒國度」(The Cursed Realm)：第四季中登場，罪大惡極之人被放逐之地，第五季中被赤蘭摧毀。
- 「雲朵王國」(Cloud Kingdom)：第五季中登場。
- 「神獸世界」(Chima)：樂高的另外一部動畫系列《樂高神獸傳奇》故事的發生地，於本作第五季中登場。
- 「精靈國度」(Djinjago)：第六季中登場，納達可汗的出生地，與詛咒魔域連結，因詛咒魔域被毀而隨之逐漸毀滅。
- 「亡者之境」(The Departed Realm)：《亡靈紀念日》中首度提及，後於第十一季中登場，是所有國度之居民死後皆前往此地。
- 「鬼與龍之國度」(The Realm of Oni and Dragons)：第九季中登場，有史以來的第一個國度，故又稱作「初創國度」(First Realm)，是龍族及獵龍部落的居住地，初代旋風術大師的出生地。
- 「虛無之境」(Never Realm)：第十一季中登場，距離所有其他國度皆非常遙遠，且時間運作與其他國度不同。

進出各國度的方法：
- 龍：龍族具有任意進出各個國度的能力。
- 火焰神廟：建於忍者國，可由此地通往地下世界。
- 旅行者之茶：「旅行者之樹」的樹葉製成的茶，可以開通前往除了永不國度外任何國度的通道。
- 克勞斯的咒語書：書中的咒語可召喚往詛咒魔域的通道。
- 國度水晶：被守護在初代旋風術大師之墓中，可以開通前往除了亡靈之境外任何國度的通道，於第十季中被摧毀。
- 盲者之眼：漂浮於忍者國高空中的風暴，可由此地通往雲中王國。
- 鬼面具：聚集全部三個鬼面具（欺诈、复仇、憎恨）可召喚並復活亡靈之境中之死者，其中兩者於第九季中被摧毀。
- 禁術卷軸：可將被擊中之人傳送至任意國度，其中一把於第十一季中被摧毀。
- 永不國度境內的「旅行者之樹」的果實：可以開通前往任何國度的通道。

### 忍者國內重要地標
- 旋風忍術道場（Monastery of Spinjitzu）

旋風忍者的基地，初代旋风忍术大師的家，是一座寺廟般的建築，建在忍者國南部最高的不可能高度山脈的頂部。曾被用它來訓練魔洛，和受藍妖蛇族、納達可汗、艾克尼斯、鬼族和水晶国王议会入侵而需要收复。
- 克普塔瑞恩監獄（Kryptarium）

监狱，包含一些最危險的囚犯。在伽玛当接管旋风忍者城之後，伽玛当之子却將其用作监禁任何反對伽玛当的人。第六季和最终季裏忍者因被納達可汗冒他們名義來搗亂、释放阿丝菲拉而曾被监禁于此。

### 元素力量（Elemental Powers）
由起始之境的龍、鬼族、黑暗岛主、初代旋風術大師加上其護衛及後代之元素大師使用並世代傳承的能力，除了黃金、能源、創造、毁滅、黑暗等「元素精華」（Elemental essences）和火、電、土、冰四種「創世元素」（Elements of Creation）外亦包括水、風、光、影、金屬、聲音、形體、心靈、速度、琥珀(複製)、煙霧、劇毒、自然、重力、時間等各式各樣的元素。後來因爲十六個國度在續作《樂高旋風忍者：猛龍崛起》中融合加上禁忌五的歸來，元素力量有所增加。

#### 與元素力量有关
- 初代旋風忍術大師 （First Spinjitzu Master ）

胡及伽瑪當之父，旋风忍术的發明者，诞生于鬼和龙的世界。
- 旋风忍术（Spinjitzu）

主要是忍者的技能，靠旋转身躯制造相应的元素龙卷风。初代旋風忍術大師是其創造者
- 黄金武器（Golden Weapons）

火焰之劍、閃電雙節棍、冰之手裡劍和地震鐮刀是由第一任旋轉術大師創造的一套強大的武器用於製造忍者城。四件黃金兵器融合在一起就成為了由四大元素和創造力量組成的超級兵器。被原忍者和胡大师摧毀後殘骸終落在了彗星上，但被黑暗岛主派机械忍者去那裡取回殘骸熔化並重新變成了黃金盔甲，暂时摧毀黑暗岛主之後被賽勒斯·博格收藏在博格塔的地下室內。多年後，在鬼族入侵忍者國時，黃金盔甲被赤地重鑄為黃金武器用於在修道院與鬼戰鬥。幾年後，黑暗岛主派出他的水晶国王议會來將它們從修道院中奪走並以水晶腐化成為毀滅武器（Weapons of Destruction），最終被忍者回收後恢復了純粹的元素能量。
- 鬼（Oni）

又名厄運的使者（Bringers of Doom），第一個邪惡族群，三個強大的鬼面具的創造者，使用毁灭元素力量，害怕黃金鎧甲的力量。他們曾經居住在第一國度中的禁區「鬼族之境」(Oni Land)。在第九季之前，倖存者離開了自己的國度。在第九季末，被伽瑪當預言即將到來的鬼族被忍者在第十季打敗。
- 龙（Dragon）

龙使用创造元素力量以对抗鬼族，代表正义的一族，具有任意進出各個國度的能力。大部分的元素大師皆能召喚具有相應元素之力的龍作為坐騎。
- - 七條源龍(The seven Source Dragons)：七條源龍各自擁有七種不同的元素之力分支，使使用者能夠控制特定類型的元素、力量和/或能力。它們已經存在了極其漫長的時間，比第一伯恩和第一國度本身還要早。過去某個時刻，第一代旋風術大師向他們請求提供一部分強大的能量。他們利用這些能量鍛造了三顆龍核維持不同領域之間的隔離。
- 元素大師（Elemental Masters）

目前包括阿林除外的忍者、五禁者及在元素擂台賽及續作的來源競賽中出現的人，是元素力量的使用者。

##### 與元素大師有关
- 元素擂台賽（Tournament of Elements）

陳大師企圖用元素力量把自己和部下變成紫邪蛇族並統治世界而舉辦此比賽。
- 來源競賽（Tournament of the Sources）

为了纪念源龙以及它们如何创造出并赋予凡人的元素力量而几千年前，在神殿之城舉行的一场元素力量錦標賽，其實是羅比（Roby）的叔父布莱克特（Bleckt）協助拉斯的計劃。因为拉斯曾承诺要除掉罗比，这样布莱克特就能接替他成为新的比赛主持人而拉斯就可以控制源龙，保证龙的能量最终将属于他的主人。擁有科技、热能、冲击波、融合、平衡、反射、地震、植物、尺寸、表张力、幻象、推进元素力量的大師和禁忌五的諾克特是參加者。而諾克特奪取了在场所有元素大师的力量並背叛拉斯，他还他利用窃取的力量以及龙角上的象牙，带回其他的禁忌五。

##### 與元素力量相剋的物質
- 復仇之石（Vengestone）：一種能使元素力量以及幽靈的力量失效的礦石，常被各路反派用以製作對付元素大師的工具和武器。初期外觀與一般石頭無異，第八季起增加螢光橘黃色紋路的特徵。在第六季中阿剛利用他的第一個願望使復仇之石的效能轉變為增強他們的力量，但反而使力量失控。此逆轉效能隨著阿光的最終願望將納達可汗被釋放後的時間線消除而連帶抹消。
  - 計時鋼(Chronosteel)：一種能夠吸收元素力量的金屬。陳大師的魔杖與時間雙子的時光之刃皆為此種金屬鑄造而成。
    - 元素法杖(Staff of Elements)：陳大師的魔杖，本體為計時鋼製成，並在頂部裝有一顆藍色水晶，能夠吸取元素力量。
    - 時光之刃(Time Blades)：雷和瑪雅以計時鋼鑄成的四把手套狀的兵器。在吸取時間雙子的元素力量後分別具有時間雙子的元素能力。

  - 巨靈之刃（Dijin Blade）：巨靈國的國王持有的武器，能夠吸取他人的靈魂並將受害者的能力賦予其使用者。
  - 龍骨刀（Dragonbone Blade）：飛龍盔甲的一部分，其刀刃由始祖龍的骨頭磨製而成，能夠吸收元素力量。

##### 其他與元素力量有關
- 元素盃（The Elemental Cup）：能夺取元素力量或把元素力量赋予元素大師们的盃。

### 忍者基地
- 命运赏赐号（Destiny's_Bounty）

索托船長的旧帆船
- 武士X洞穴（Samurai_X_Cave）

由赤兰所建的基地

### 融合
融合（The Merge）是一场导致两界合二为一的灾难性事件。它是由胡在未知情况下引发的。

## 集數
| 季數             | 標題             | 集数             | 集数             | 首播日期       | 首播日期       |
| 季數             | 標題             | 集数             | 集数             | 首映           | 季终           |
| ---------------- | ---------------- | ---------------- | ---------------- | -------------- | -------------- |
| 試播集           | 不適用           | 4                | 4                | 2011年1月14日  | 2011年1月14日  |
| 1                | 蛇族崛起         | 13               | 13               | 2011年12月2日  | 2012年4月11日  |
| 2                | 最後一戰         | 13               | 13               | 2012年7月18日  | 2012年11月21日 |
| 3                | 重新啟動         | 8                | 8                | 2014年1月29日  | 2014年11月26日 |
| 4                | 元素擂台賽       | 10               | 10               | 2015年2月23日  | 2015年4月3日   |
| 5                | 幽靈霸主         | 10               | 10               | 2015年6月29日  | 2015年7月10日  |
| 6                | 天際飛行         | 10               | 10               | 2016年3月24日  | 2016年7月15日  |
| 特輯：亡靈紀念日 | 特輯：亡靈紀念日 | 特輯：亡靈紀念日 | 特輯：亡靈紀念日 | 2016年10月29日 | 2016年10月29日 |
| 7                | 時光之力         | 10               | 10               | 2017年5月15日  | 2017年5月26日  |
| 8                | 伽瑪當之子       | 10               | 10               | 2018年4月16日  | 2018年5月25日  |
| 9                | 狩獵行動         | 10               | 10               | 2018年8月11日  | 2018年8月25日  |
| 10               | 鬼怪入侵         | 4                | 4                | 2019年4月19日  | 2019年4月19日  |
| 11               | 禁忌忍術的秘密   | 30               | 30               | 2019年6月22日  | 2020年2月1日   |
| 12               | 通關大作戰       | 16               | 16               | 2020年7月19日  | 2020年8月30日  |
| 13               | 勝利之路的抉擇   | 16               | 16               | 2020年9月13日  | 2020年10月25日 |
| 特輯             | 神秘島嶼         | 4                | 4                | 2021年3月7日   | 2021年3月14日  |
| 14               | 航向大海         | 16               | 16               | 2021年4月4日   | 2021年4月30日  |
| 15               | 水晶王國         | 30               | 30               | 2022年5月20日  | 2022年10月10日 |

## 衍生非正史劇情

### 微電影
- 《陳大師》(Chen Mini-Movies)

共5集，以第四季反派角色陳大師為主角，講述陳大師探索他暗藏機關的新椅子的各種功能。每一集的標題皆含有「椅子」（chair）一字的雙關。
集數列表：1. Chen's New Chair · 2. Chair Play Chen · 3. Chair Up Chen · 4. Chairful What You Wish For · 5. Bad Chair Day
- 《吹牛大話》(Tall Tale Mini-Movies)

共6集，講述第六季反派天空海賊團各成員加入海賊團的歷程，但與動畫中實際提及的情節有諸多出入而被視為非正史。
集數列表：1. The Tall Tale of Flintlocke · 2. The Tall Tale of Clancee · 3. The Tall Tale of Doubloon · 4. The Tall Tale of Dogshank · 5. The Tall Tale of Monkey Wretch · 6. The Tall Tale of Squiffy and Bucko
- 《胡大師的特製茶》(Wu's Teas Mini-Movies)

共20集，講述胡大師於城市中開了一間茶店。
- 《旋風忍者：解碼》(Ninjago: Decoded)

共10集，每集長度10分鐘。這個系列是為了向電影粉絲介紹旋風忍者系列的前七季。
- 《旋風忍者十週年紀念短片》（Ninjago: Reimagined)

為了慶祝旋風忍者系列十週年而製作的原創短片，共5集，其中除了第五集為直接延續動畫第七季最後一集的劇情且被官方確認為正史之外皆為非正史，且擁有不同於動畫的獨特畫風與世界觀。
集數列表：1. Golden Legend · 2. Gold Rush · 3. A Day in the Life of a Golden Ninja · 4. Sweatin’ to the Goldies · 5. Golden Hour
- 《旋風術的美德》（The Virtues of Spinjitzu）

共6集，講述吳大師利用幻象使忍者們重新經歷第十一季至《神秘島嶼》之間的各種冒險，並從中學會運用好奇心、平衡、智慧、誠實、慷慨、勇氣等六項美德。
集數列表：1. Curiosity · 2. Balance · 3. Wisdom · 4. Honesty · 5. Generosity · 6. Courage

### 角色介紹書
- 赤地：火忍者(Kai: Ninja of Fire)
- 冰忍：冰忍者(Zane: Ninja of Ice)
- 阿剛：土忍者(Cole: Ninja of Earth)
- 阿光：電忍者(Jay: Ninja of Lightning)
- 蛇族進攻！(Snake Attack!)
- 分散的小隊(A Team Divided)
- 尋找冰忍(The Search for Zane)
- 突破重圍(Breakout)
- 新的忍者(The New Ninja)
- 棕忍者傳奇(Legend of the Brown Ninja)

### 兒童讀物
- 忍者之道(Way of the Ninja)
- 旋風術大師(Masters of Spinjitzu)
- 黃金神器(The Golden Weapons)
- 蛇族的崛起(Rise of the Snakes)
- 忍者之途(A Ninja's Path)
- 海賊對決忍者(Pirates Vs. Ninja)
- 綠忍者(The Green Ninja)
- 機械忍者的攻擊(Attack of the Nindroids)
- 科技反攻！(Techno Strike!)
- 鈦忍者(The Titanium Ninja)
- 救援任務(The Rescue Mission)
- 忍者對決忍者(Ninja vs. Ninja)
- 諜對諜(Spy vs. Spy)
- 尋找水晶(The Quest for the Crystal)
- 巨靈的回歸(Return of the Djinn)

### 圖像小說
- 薩幕卡的挑戰(The Challenge of Samukai)
- 師傅的面罩(Mask of the Sensei)
- 蛇族的崛起(Rise of the Serpentine)
- 紅蛇族之墓(Tomb of the Fangpyre)
- 蛇族王國(Kingdom of the Snakes)
- 石頭兵(Warriors of Stone)
- 冷酷如石(Stone Cold)
- 毀滅的命運(Destiny of Doom)
- 機械忍者之夜(Night of the Nindroids)
- 誰是幽靈忍者？(Who is The Phantom Ninja?)
- 彗星危機(Comet Crisis)

### 電玩遊戲
- 《樂高對戰：旋風忍者》(Lego Battles: Ninjago)
- 《機械忍者》(Nindroids)
- 《羅南的陰影》(Shadow of Ronin)

### 與樂高旋風忍者相關電影
- 《樂高玩電影》
- 《樂高旋風忍者電影》

### 與樂高旋風忍者電影相關微電影
- Enter the Ninjago
- The Master
- Shark E. Shark in "Which Way To The Ocean?"
- Zane's Stand Up Promo

## 外部連結
- 官方网站
- Ninjago （页面存档备份，存于） at Lego.com
- 互联网电影数据库（IMDb）上《樂高旋風忍者》的资料（英文）